# Bougainville-Kampagne
Amerikanische Phase

1943

Treasury-Inseln –
Choiseul –
Torokina I –
Kaiserin-Augusta-Bucht –
Koromokina-Lagune –
Piva Trail –
Coconut Grove –
Piva Forks –
Kap St. George –
Koiari –

Hellzapoppin Ridge/Hügel 600A 

1944

Green Islands 

Torokina II 

Australische Phase

Pearl Ridge 

1945

Tsimba Ridge –
Slater’s Knoll –
Hongorai –
Porton Plantage –
Ratsua
Südliche Salomonen

1942

Tulagi –
Guadalcanal

1943

Operation I –
Operation Vengeance –
Operation SO und SE
Zentral-Salomonen

1943

New Georgia –
Kula-Golf –
Kolombangara –
Vella-Golf –
Dogeared –
Vella Lavella –
Operation SE
Nördliche Salomonen

1943–1945

Treasury-Inseln –
Choiseul –
Kaiserin-Augusta-Bucht –
Bougainville –
Green Islands
Die Bougainville-Kampagne fand während des Pazifikkriegs im Zweiten Weltkrieg statt. Sie bestand aus einer Reihe von Land- und Seeschlachten, bei denen die alliierten Einheiten der Vereinigten Staaten, Australiens und Neuseelands gegen die Truppen des Japanischen Kaiserreichs um die Einnahme der Insel Bougainville kämpften. Die Kampfhandlungen begannen mit den amerikanischen Landungen am Kap Torokina am 1. November 1943 und endeten mit der Kapitulation der japanischen Streitkräfte gegenüber den australischen Einheiten auf Bougainville am 21. August 1945.

## Vorgeschichte
Die nördlichste und größte Insel der Salomonen, Bougainville, war seit 1920 unter einem Mandat des Völkerbundes Teil des australischen Territoriums Neuguinea. Die Insel ist etwa 210 km lang und 48 km breit. Sie liegt rund 300 Kilometer östlich der Stadt Rabaul, die während des Pazifikkrieges als japanische Hauptbasis im nördlichen Teil der Insel Neubritannien diente. Das bergige Bougainville wird vom Kaiser- und Kronprinzengebirge dominiert, dessen unteren Hänge und Küstenebenen von dichtem Dschungel bedeckt sind. Das sehr feuchte Klima begünstigt Malaria und andere Tropenkrankheiten.
Ende 1941 gab es in Buin, nahe dem südlichen Ende der Insel, einen geeigneten Ankerplatz mit einer kleinen Einrichtung zum Verladen von Kopra und eine Graslandebahn. Auf der Insel Buka, direkt gegenüber der schmalen Buka-Passage an der Nordspitze von Bougainville, war ebenfalls eine 430 Meter lange Landebahn fertiggestellt worden.
Bougainville war für den östlichen Verteidigungsgürtel der Japaner ein wichtiges Ziel. Daher starteten sie mit der Operation BO am 30. März 1942 deren Besetzung und vertrieben die dort stationierten australischen Einheiten.
Während der Besetzung errichteten die Japaner Marinestützpunkte im Norden, Osten und Süden der Insel. Der Größte entstand im Hafen von Tonolei in der Nähe von Buin in der südlichen Küstenebene von Bougainville. Auf den nahe gelegenen Treasury- und Shortland-Inseln bauten sie Flugplätze, weitere Marinestützpunkte und Ankerplätze. Das Flugfeld in Kahili war den Japanern als Buin Flugfeld bekannt und im Süden befand sich ein Flugplatz auf der Insel Ballalae in den Shortland-Inseln. Diese Stützpunkte ermöglichten es den Japanern, Operationen auf den südlichen Salomonen durchzuführen und die Nachschublinien der Alliierten zwischen den Vereinigten Staaten, Australien und dem Südwestpazifik zu bedrohen und gegebenenfalls anzugreifen.
Unterdessen tobte im Südpazifik die Schlacht um Guadalcanal im Süden der Salomonen und die Alliierten drangen ab Mitte 1943 über New Georgia, Kolombangara und Vella Lavella weiter nach Norden vor (→ Schlacht um die Nördlichen Salomonen). Das Ziel im Rahmen der Operation Cartwheel war unter anderem die Isolation der japanischen Basis in Rabaul auf Neubritannien, die seit Februar 1942 immer weiter und stärker ausgebaut wurde.

## Alliierte Planungen

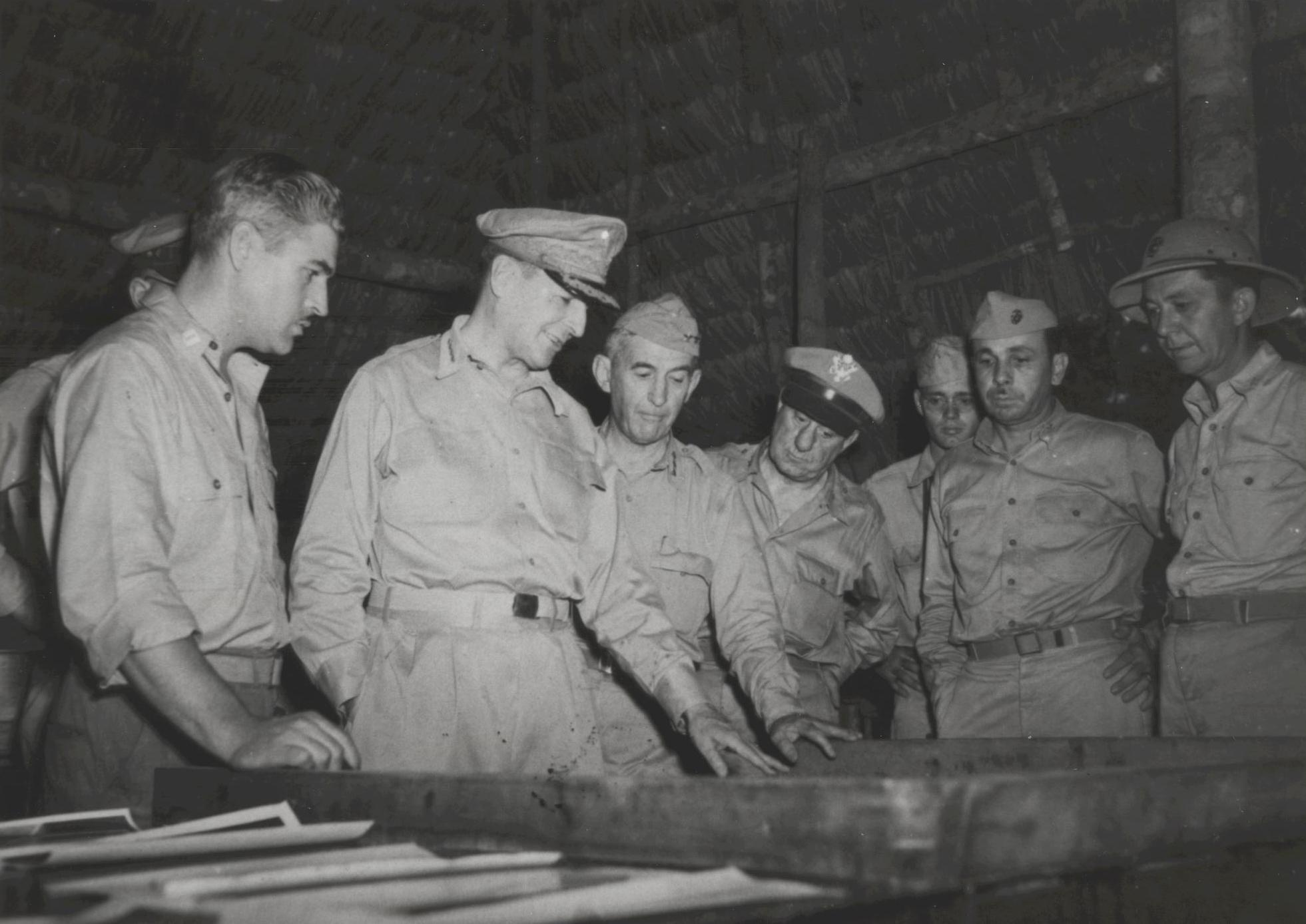
General MacArthur beim Kartenstudium

Das Hauptaugenmerk der strategischen Planer der USA war zunächst weitgehend auf die Neutralisierung der japanischen Basis von Truk und die Errichtung ihrer Streitkräfte in den Karolinen und Marianen gerichtet. Zusammen mit den feindlichen Stellungen in den Marshall- und Gilbertinseln bildete Rabaul im Osten von Neubritannien den Hauptschutz von Truk. Bis Rabaul wiederum unter Kontrolle gebracht oder angemessen neutralisiert werden konnte, konnten Truk und die Karolinen nicht von Süden her angelaufen werden.
Im Verlauf des Jahres 1942 richteten sich die Operationen der Alliierten unter General Douglas MacArthur im Südwestpazifik und unter Vizeadmiral Robert L. Ghormley (ab 18. Oktober Admiral William F. Halsey) im Südpazifik daher auf die Einkreisung und anschließende Eroberung des großen japanischen Stützpunkts Rabaul. Zu Beginn des Jahres 1943 war klar, dass dies die Errichtung eines Rings von Luftwaffenstützpunkten um Rabaul erfordern würde. Am 28. Februar 1943 genehmigten die Joint Chiefs of Staff den strategischen Plan Elkton, der die Invasion von Bougainville beinhaltete. Sie sollte von Halseys South Pacific Force durchgeführt werden, deren Hauptquartier in Nouméa auf der Insel Neukaledonien errichtet worden war. Die Planung sah vor auf Bougainville Luftwaffenbasen zu errichten, um eine Neutralisierung Rabauls zu ermöglichen und Geleitschutz für die alliierten Bomber fliegen zu können.
Anfang Februar 1943, nur wenige Tage nach Abschluss der Operationen auf Guadalcanal, legte MacArthur seinen überarbeiteten Operationsplan vor. Er forderte darin zusätzlich fünf amerikanische Armeedivisionen an, um einen direkten Angriff auf Rabaul zu starten. Weiterhin sollten australische Kräfte zu seiner Verfügung gestellt werden. Mittlerweile waren auch Buna und Gona auf Neuguinea wieder unter alliierter Kontrolle (→ Schlacht um Buna-Gona-Sanananda). Westlich von Guadalcanal wurden die Russell-Inseln am 21. Februar 1943 von den Alliierten besetzt (→ Operation Cleanslate).
Am 28. März 1943 übermittelten die Joint Chiefs of Staff MacArthur eine Direktive zur Isolation Rabauls, in der drei Vorstöße auf Bougainville, in Ost-Neuguinea und im Westen Neubritanniens vorgesehen waren.
Mit der vollständigen Herrschaft der Alliierten über New Georgia und die Ellice-Inseln gegen Ende August 1943 wurde der Vormarsch der Japaner nach Süden vollständig zum Stillstand gebracht. In der Zwischenzeit bewegten sich die alliierten Streitkräfte stetig entlang der Ostküste Neuguineas und waren bis April 120 Kilometer weiter nordwestlich von Buna vorgedrungen.

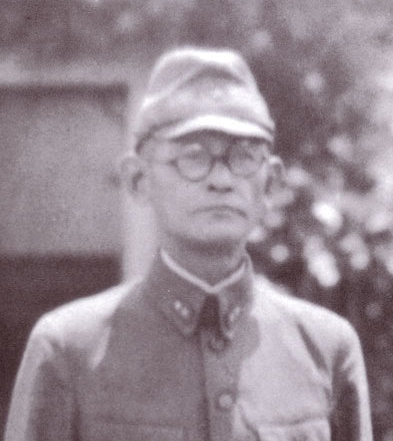
Generalleutnant Hyakutake Seikichi

Mitte 1943 hatten die Japaner auf Bougainville über 25.000 Soldaten der 17. Armee unter General Hyakutake Seikichi, sowie über 12.000 Marine-Mitarbeiter stationiert. Bis November erhöhte sich deren Anzahl auf etwa 45.000 bis 65.000 Mann der Armee, der Marine und Arbeitspersonal.
General Hyakutake war General Imamura Hitoshi, dem Kommandeur der 8. Regionalarmee mit Sitz in Rabaul auf der Insel Neubritannien unterstellt. Das Kommando über die Marineeinheiten in Rabaul hatte Vizeadmiral Jinichi Kusaka, Kommandeur der Südostflotte. Diese Konzentration japanischer Stärke in stark befestigten Stellungen veranlasste die Alliierten ihre Pläne neu zu bewerten. Daher hatten Halseys Planer im August eine Invasion der Shortland-Inseln anstelle von Bougainville selbst vorgeschlagen.
Auf der Suche nach einer Methode zur Neutralisierung des südlichen Gebiets von Bougainville und den Shortlands, ohne sie zu erobern, die später genügend Truppen für einen größeren Vormarsch bereithalten würde, folgte Halsey dem Rat seiner wichtigsten untergeordneten Kommandeure. Er entschied sich für eine verstärkte Luftunterstützung von den Flugfeldern in New Georgia gegen Süd-Bougainville und Buka.  So schlug er vor, die Treasury-Inseln und die Choiseul-Bucht ab dem 1. November als Flugplatz-, Radar- und PT-Basisstandorte zu erobern, von denen aus das südliche Bougainville und die Shortlands eingekesselt und erwürgt werden sollten. Er schlug weiter vor, dass er und MacArthur nach der Erkundung von Bougainville entscheiden könnten, ob sie von Choiseul nach Kieta an der Ostküste oder von den Treasury-Inseln zur Kaiserin-Augusta-Bucht im Westen vordringen sollten, wenn nach der Ausführung von Cartwheel noch Stützpunkte auf Bougainville eingerichtet werden müssten.
Taktische und logistische Überlegungen führten dazu, dass die Kaiserin-Augusta-Bucht an der Westküste von Bougainville als Endziel festgelegt wurde. Im Mai eingeleitete Küstenbeobachtungen lieferten einige Informationen über das Gelände und feindliche Aktivitäten während der Planungsphase. Das Gebiet würde wahrscheinlich keinen starken Widerstand gegen eine Landung bieten. Die Strandwege und Fußwege im Landesinneren wurden nur unregelmäßig überwacht. Zusätzlich zur Luftaufklärung, die während des gesamten Einsatzes nützliche Informationen lieferte, wurde eine Bodenpatrouille vom U-Boot Guardfish im Gebiet oberhalb des Flusses Laruma angelandet. Mit Unterstützung einheimischer Führer erkundete diese Patrouille das Gebiet und wählte vorläufig einen Flugplatz aus. Berichte dieser Patrouille bestätigten weiterhin die Auswahl von Kap Torokina als Landungsstrand.

## US-amerikanische Phase (Okt. 1943 bis Okt. 1944)

### Vorbereitende Operationen
Für die Landung auf Bougainville wurden zwei Ablenkungsmanöver geplant; die Einnahme der Treasury-Inseln sowie eine Landung auf Choiseul.

#### Treasury-Inseln (Operation Goodtime)

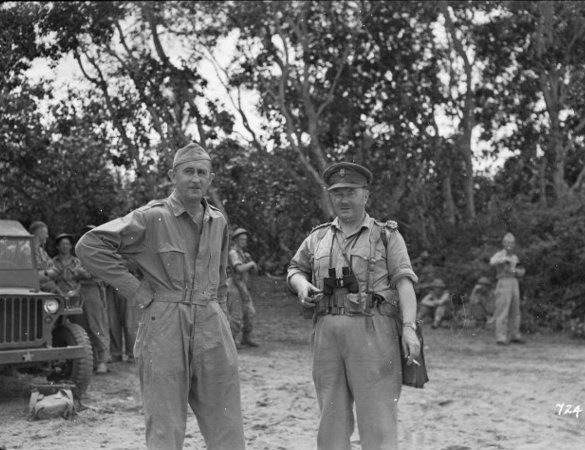
Brigadier Robert Amos Row, Neuseeländische Armee (rechts), und Brigadier-General Neal C Johnson, Armee der Vereinigten Staaten, auf Vella Lavella

Operation Goodtime war die Einnahme der Treasury-Inseln als Unterstützung für die bevorstehende Cherryblossom-Landung. Die Inseln waren am 22. und 23. August 1943 vom U-Boot Greenling und am 21. und 22. Oktober erneut von PT-Booten erkundet worden. Die Späher berichteten, dass die japanische Garnison nur 225 Mann zählte.
Brigadier Robert A. Row kommandierte die für die Landung vorgesehene 8. Brigadegruppe der 3. Neuseeländischen Division zusammen mit einem Feldartillerie-Regiment und einem leichten Flugabwehrartillerie-Regiment. Row befehligte eine kombinierte Truppe, die aus Flugabwehreinheiten der US-Armee, Seabee-Bataillonen und Basiselementen der US-Marine, sowie kleinen Kommunikations- und Luftverbindungsabteilungen der US-Marine bestand, insgesamt 4608 neuseeländische und 1966 US-Truppen, verstärkt von 3795 Mann für die eigentliche Landung. Ihre Aufgabe bestand darin, auf der Insel Mono zu landen und dort eine Radarstation zu errichten. Weiterhin sollte die Insel Stirling für die Einrichtung eines Bereitstellungsraums für Cherryblossom genutzt werden.
Die Landung erfolgte am frühen Morgen des 27. Oktober wie geplant und ohne Gegenwehr, obwohl ein japanisches Aufklärungsflugzeug die anlaufenden Schiffe ausgemacht hatte. Stirling war am Morgen kampflos besetzt. Die Truppen auf Mono stießen zwar am Strand auf Widerstand, der jedoch leicht überwunden werden konnte. Eine zweite Truppe landete in Soanotalu an der Nordküste von Mono, fand jedoch keine Japaner dort vor.
Die einzige ernsthafte Bedrohung für die gelandeten Einheiten bestand aus Flugzeugen, die von Rabaul kamen. Nachdem die alliierten Schiffe entladen worden und auf der Rückfahrt nach Guadalcanal waren, griffen sie den Konvoi an. Der Zerstörer Cony wurde beschädigt, alle anderen Schiffe kehrten sicher zur Basis zurück.
Die Kämpfe auf Mono dauerten zwei Wochen. Die Japaner starteten in der Nacht vom 27. auf den 28. Oktober eine Reihe kleiner Gegenangriffe, die danach jedoch weitgehend abflauten. Die Neuseeländer patrouillierten dann bis zum 5. November durch den Dschungel, Bei diesen Operationen wurden kleine Gruppen japanischer Nachzügler gefunden und ausgeschaltet.
Von amerikanischen Einheiten wurde ein Marinestützpunkt und ein Radar aufgebaut und bis Ende Dezember war eine 1,7 Kilometer lange Landebahn fertig, die rechtzeitig in den späteren Phasen der Kämpfe auf Bougainville eingesetzt wurde.
Bis zum 12. November waren die letzten japanischen Soldaten getötet oder gefangen genommen worden. Die Neuseeländer verloren während der zweiwöchigen Schlacht 40 Mann, die Amerikaner zwölf. Die Japaner beklagten mindestens 205 Tote.

#### Choiseul (Operation Blissful)

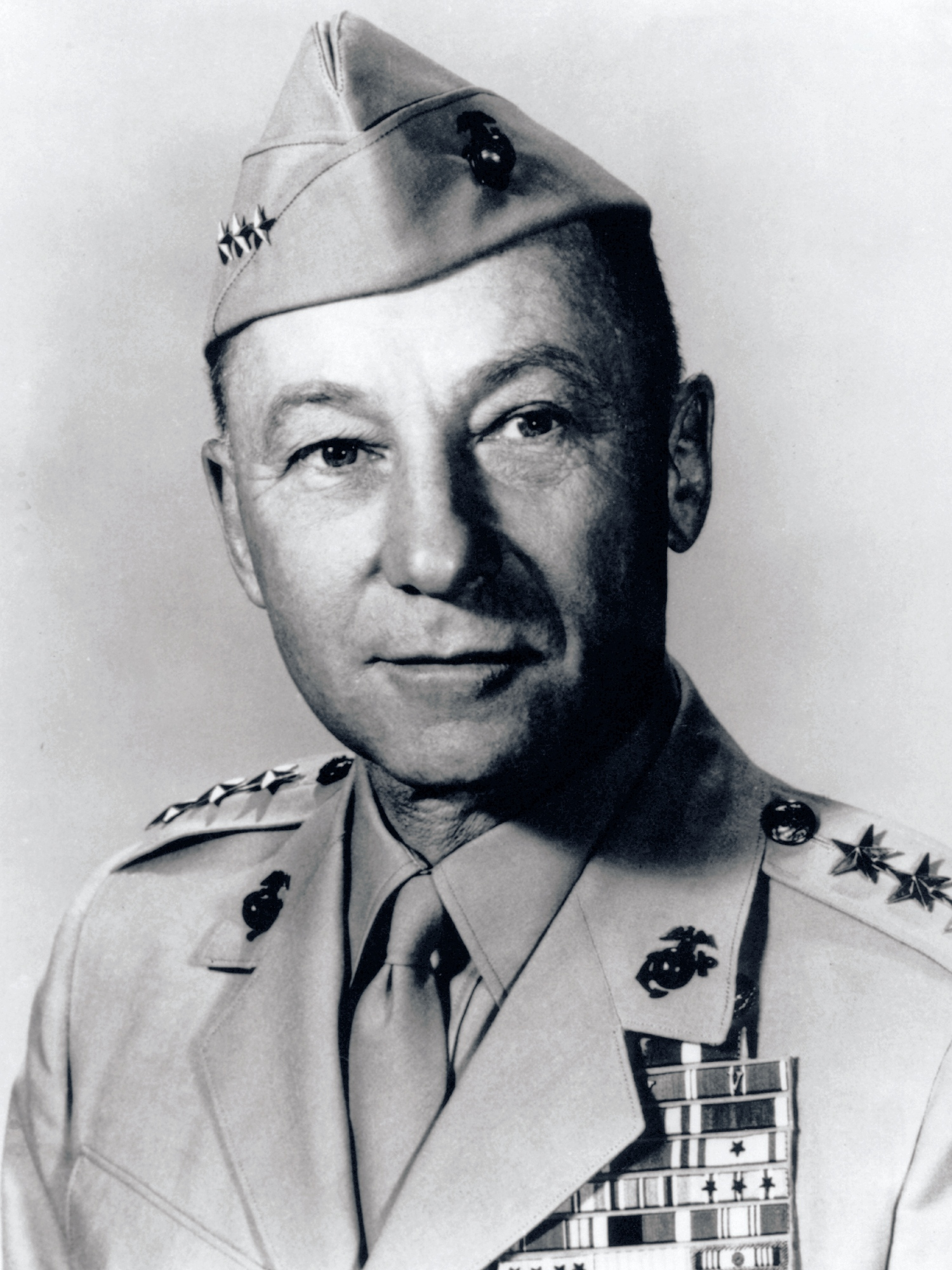
Generalleutnant Victor H. Krulak

Zur Ablenkung für die Operation Cherryblossom führte das 2. US-Marine-Fallschirmbataillon unter Oberstleutnant Victor H. Krulak die Operation Blissful (auch unter dem Decknamen Raise Hell bekannt) durch. Mitte Oktober war beschlossen worden, dazu eine kleine Truppe auf Choiseul zu landen. Der Geheimdienst des I Marine Amphibious Corps von Generalleutnant Alexander A. Vandegrift, das für Cherryblossom vorgesehen war, schätzte, dass sich bis zu 4000 japanische Truppen auf Choiseul aufhielten. Diese könnten dazu vorgesehen sein, um die Garnison auf Bougainville zu verstärken.
Die Planung sah vor, dass die auf 655 Mann verstärkten Marines auf dem Seeweg in einem nicht verteidigten Gebiet in der Nähe von Voza landen, entlang der Nordwestküste vordringen und ein Gebiet für eine mögliche PT-Boot-Basis auswählen sollte. Falls die US-Navy sich gegen einen Bau dieser Basis entscheiden würde, sollten sie sich nach zwölf Tagen wieder zurückziehen.
Vor dem Hauptangriff wurden mehrere Aufklärungsgruppen auf Choiseul gelandet. Sie fanden ca. 1000 japanische Truppen in Kakase, etwa auf halber Strecke entlang der Südküste der Insel, und weitere 300 in der Choiseul-Bucht an der Westspitze. Es gab auch einen Lastkahn-Anleger in Sagigai, auf halbem Weg zwischen den beiden.
In der Nacht vom 27. auf den 28. Oktober landeten die US-Marines unter dem Geleitschutz von Zerstörern der Task Force 31 in Voza zwischen der Choiseul-Bucht und Sagigai. Die Landung wurde zwar von einem japanischen Flugzeug entdeckt und im Morgengrauen wurde der Landungsstrand bombardiert, aber bis dahin waren die Amerikaner schon landeinwärts gezogen.
Die Marines errichteten am 28. Oktober eine Basis auf einem Plateau nordwestlich von Voza mit Außenposten an der Küste im Nordwesten und Südosten des Dorfes. Am Folgetag sandte Generalleutnant Krulak Patrouillen in beide Richtungen aus. Sie sollten die nahe gelegenen japanischen Stellungen auf Schwachstellen untersuchen. Während der Aufklärungspatrouille wurde eine Gruppe von zehn japanischen Soldaten, die einen Lastkahn entluden, angegriffen. Dies war der Beginn der aktiven Phase des Unternehmens.
Am 30. Oktober starteten die Amerikaner, unterstützt durch einen Luftangriff mit zwölf Grumman TBF Avenger, einen größeren Angriff auf Sagigai, Obwohl ein geplanter Zangenangriff nicht wie geplant verlief, verließen die Japaner das Dorf und zogen sich in vorbereitete Verteidigungsstellungen zurück. Dieser Schritt brachte die Japaner direkt in Kontakt mit den Marines und eine einstündige Schlacht entbrannte, während derer die Japaner 72 Mann verloren und die Amerikaner vier Verluste beklagten. Krulak, der durch Splitter Wunden in Gesicht und Arm erlitten hatte, wurde mit anderen Verletzten mittels eines Flugboots evakuiert.
Zurück in Voza bereiteten die Marines eine Reihe von Hinterhaltpositionen vor, um sich vor dem unvermeidlichen japanischen Gegenangriff zu schützen. Patrouillen gerieten in der Nacht vom 1. auf den 2. November mit einer japanischen Patrouille aneinander und eine weitere Gruppe amerikanischer Soldaten geriet in arge Bedrängnis und konnte nur unter Schiffsartilleriebeschuss von zwei PT-Booten gerettet werden. In der Nacht vom 3. auf den 4. November zogen sich die Marines von Choiseul nach Vella Lavella zurück, nachdem der Überraschungseffekt jetzt nicht mehr wirken konnte.
Die Operation kostete neun Tote und fünf Vermisste (später für Tod erklärt) auf Seiten der Amerikaner und 143 Tote auf japanischer Seite. Die Japaner verloren zudem zwei Lastkähne, 180 Tonnen Vorräte und eine beträchtliche Menge Treibstoff. Der Choiseul-Überfall hatte allerdings sehr wenig Einfluss auf die viel größer angelegte Bougainville-Kampagne.

### Kap Torokina (Operation Cherryblossom)

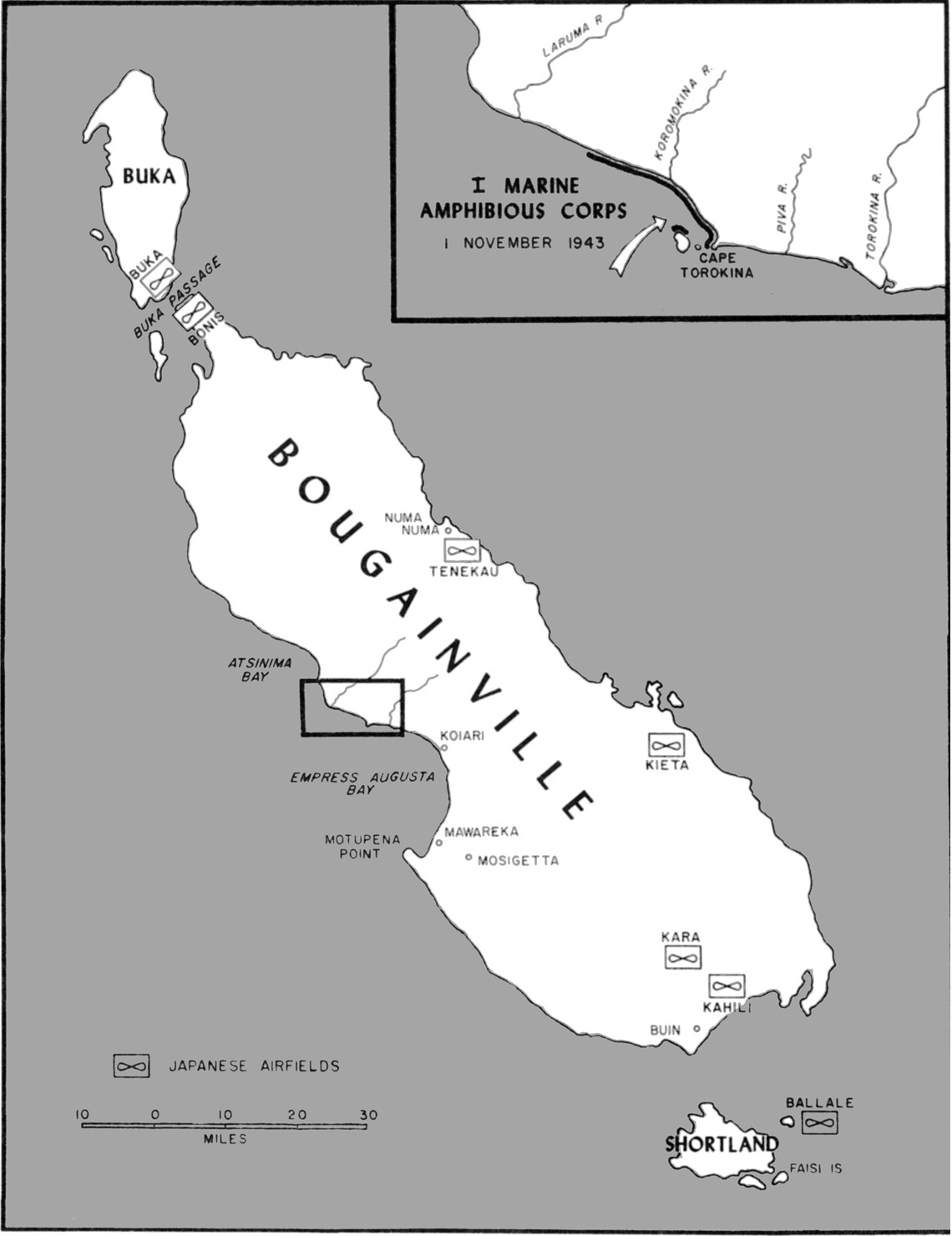
Karte von Bougainville mit Kap Torokina

Die Japaner hatten mittlerweile ihre Streitkräfte in und um Bougainville weiter konzentriert. In der Region Buin befand sich das Hauptquartier der 17. Armee mit 15000 Mann der 6. Division unter Generalleutnant Masatane Kanda, sowie etwa 6800 Mann mehrerer spezieller Marinelandekräfte. Auf Buka lagen 5.000 Mann der 38. Unabhängigen gemischten Brigade unter Generalmajor Kesao Kijima. Weitere 5000 Mann der 6. Division waren in Kieta stationiert, sowie 1000 Mann in Mosigetta, die sich um den Reisanbau als Grundnahrungsmittel für die Nahrungsmittelversorgung der Garnison kümmerten. Die japanische Seestreitmacht lag an der Insel Faisi vor dem südöstlichen Ende von Bougainville. Sie umfasste das Hauptquartier der 8. Flotte unter Vizeadmiral Tomoshige Samejima, die Outer South Seas Force und die 1st Base Force.
Der Termin für die Operation Cherryblossom auf Bougainville war auf den 1. November festgelegt worden. Als Bodentruppen war das I Marine Amphibious Corps von Generalleutnant Alexander A. Vandegrift vorgesehen, das von den Schiffen der III Amphibious Force von Konteradmiral Theodore S. Wilkinsons Task Force 31 angelandet und unterstützt wurde. Im Vorfeld und während der Operation fanden heftige Bombenangriffe der Alliierten auf Rabaul und auf japanische Flugfelder auf Bougainville statt.
Wilkinsons Schiffe begannen am frühen Morgen des 1. November noch vor 6 Uhr mit der Bombardierung der Landungsstrände am Kap Torokina. Eine Stunde später ankerten die Truppentransporter. Vandegrift und Turnage, die wenig Widerstand am Strand erwarteten, hatten geplant, das Entladen zu beschleunigen, indem sie mehr als 7000 Männer in der ersten Angriffswelle an Land schickten. Sie landeten an elf Stränden auf dem Festland und einer auf der Insel Puruata vor Kap Torokina mit einer Gesamtlänge von acht Kilometern. Die ersten Truppen erreichten den Strand gegen halb Acht, und in den nächsten Minuten ging die gesamte Angriffswelle an Land. Es gab keinen Widerstand außer auf Puruata und der unmittelbaren Umgebung am Kap Torokina.

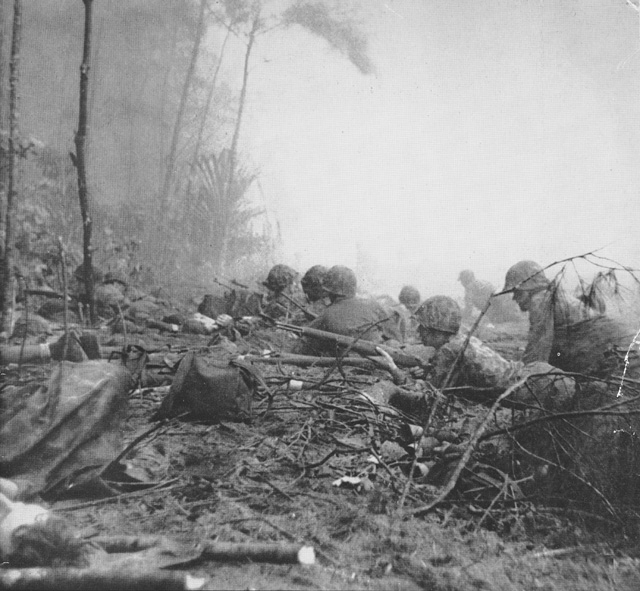
Die 3rd Marines am Blue Beach

Kap Torokina wurde von 270 japanischen Soldaten der 2. Kompanie des 1. Bataillons und der Regimental Gun Company der 23. Infanterie, gehalten. Ein Zug hielt Puruata.

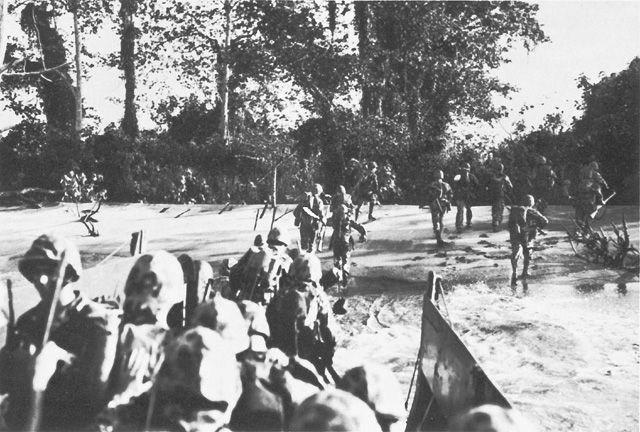
3rd Marines gehen am Kap Torokina an Land

Als die Marines an Land gingen eröffneten die Japaner aus ihren Stellungen das Feuer mit ihren Gewehren und Maschinengewehren. Während der Kämpfe verloren die Marines 78 Männer, 104 wurden verletzt. Erst nach heftigen Kämpfen konnten sich die Männer der 3rd Marines an Land festsetzen. Um 11:00 Uhr war Kap Torokina gesichert. Die meisten seiner Verteidiger waren tot und die Überlebenden zogen sich ins Landesinnere zurück.
An anderen Landungsstränden kamen die Landungswellen, obwohl sie nicht vom Feind bekämpft wurden, durch dichten Dschungel und einen knietiefen Sumpf nur langsam landeinwärts voran. Am Ende des Tages hatten die Amerikaner 14000 Mann und etwa 6000 Tonnen Vorräte auf der schmalen Landzunge zwischen Strand und Sumpf angelandet.

#### Puruata
Etwa 800 Meter vom Brückenkopf Torokina entfernt liegt die Insel Puruata. Sie war von einem Zug japanischer Infanterie besetzt. Das 3rd Raider Battalion unter Oberstleutnant Fred D. Beans landete während der ersten Welle auf der Insel. Die Japaner wehrten sich mit leichtem Feuer, aber um 9:30 Uhr hatten die Marines einen sicheren Umkreis von etwa 125 Metern Tiefe eingerichtet. Die Japaner hatten Scharfschützen, Maschinengewehre und Mörser im Einsatz und daher schloss sich der Rest des Bataillons um 13.30 Uhr dem Angriff an, unterstützt von einigen 75-mm-Selbstfahrlafetten. Das Bataillon startete einen Angriff, bei dem es bis Ende des 1. November die Hälfte der Insel besetzte.
Am nächsten Tag starteten die Marines einen Zangenangriff auf die japanische Hälfte der Insel. Diesmal wurden sie nur mit Gewehrfeuer konfrontiert und um 15:30 Uhr war die Insel gesichert. Die Japaner hatten 29 Mann verloren und der Rest der Garnison setzte sich nach Bougainville ab. Die Marines verloren 5 Mann und 32 ihrer Männer waren verwundet.

#### Kaiserin-Augusta-Bucht

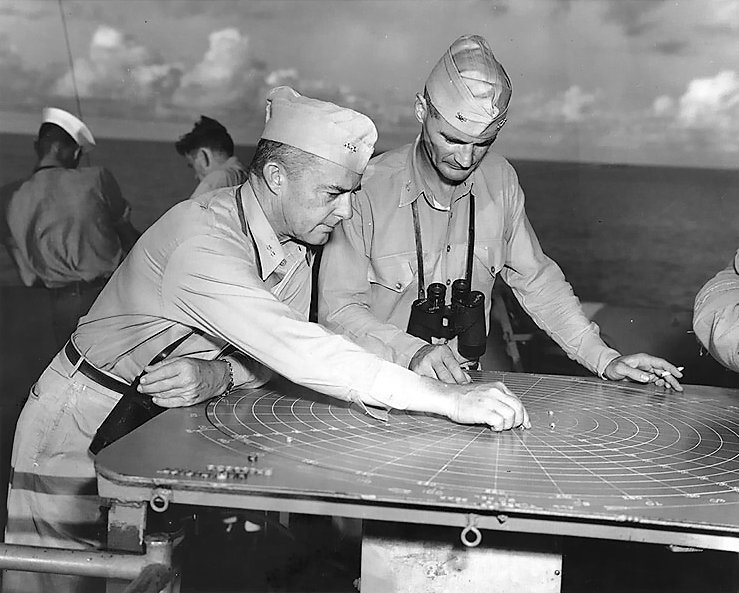
Konteradmiral Aaron S. Merrill (Vordergrund) an Bord der Montpelier

Am Ende des ersten Tages der Landungen am Kap Torokina entwickelte sich vor der Kaiserin-Augusta-Bucht eine Seeschlacht zwischen einer japanischen Streitmacht aus Rabaul und amerikanischen Schiffen unter dem Kommando von Konteradmiral Aaron S. Merrill.

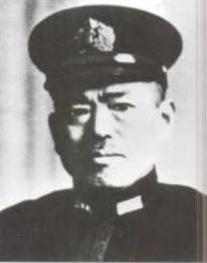
Admiral Sentarō Ōmori

Admiral Sentarō Ōmori, dessen 5. Kreuzerdivision zu dieser Zeit in Rabaul lag, wurde von Admiral Koga Mine'ichi beauftragt, zusammen mit anderen Elementen der 8. Flotte die den Slot (die seichte See zwischen Bougainville, Santa Isabel und der Insel Savo) herauffahrenden amerikanischen Schiffe abzufangen.
In der Nacht zum 2. November traf Ōmori mit den Schweren Kreuzern Haguro und Myōkō, den Leichten Kreuzern Agano und Sendai und den Zerstörern Shigure, Samidare und Shiratsuyu, Naganami, Hatsukaze und Wakatsuki auf die US-Task Force 39.
Die Sendai und die Hatsukaze wurden im Verlauf der Schlacht von amerikanischen Zerstörern versenkt. Die anderen japanischen Kreuzer wurden durch Artillerietreffer leicht beschädigt. Bei den Amerikanern wurden ein Zerstörer durch einen Torpedo schwer beschädigt. Alle anderen Schiffe erlitten nur leichte Beschädigungen.
Während sich der Verband der amerikanischen Schiffe auf dem Rückmarsch befand, wurden sie von aus Rabaul gestarteten Trägerflugzeugen angegriffen. Dabei erlitt der Schwere Kreuzer Montpelier einen Bombentreffer.
Da es Admiral Ōmori nicht gelang seinen Auftrag zu erfüllen wurde er kurz darauf abgelöst.

### Brückenkopfsicherung
Während ihrer ersten fünf Tage an Land wurden Patrouillengänge organisiert, Flugabwehr- und Strandverteidigungen errichtet und der Umkreis am Landeplatz um 2 Kilometer landeinwärts erweitert. Zwar waren die 3rd Marines vollständig vor japanischen Oberflächenangriffen geschützt, aber tagsüber und nachts häufigen Luftangriffen ausgesetzt. Zusätzlich verlangsamten die Sümpfe und dichten Wälder die Versorgung und den Bau von Straßen und Flugplätzen. In dieser Zeit wurden 78 Marines getötet oder vermisst und 104 verwundet.
Am 6. November trafen auf acht LSTs und acht APDs mit einem Bataillon des 21. Marine-Regiments die ersten Verstärkungen ein. Weitere erhebliche Verstärkungen kamen zwei Tage darauf mit dem 148. Regimentskampfteam der 37. Division hinzu.

#### Koromokina-Lagune
Eine japanische Landungstruppe wurde kurz nach 0:00 Uhr am 7. November in der Nähe des Flusses Laruma und der Koromokina-Lagune an Land gebracht, ohne dass eine sofortige Gegenreaktion erfolgte. Obwohl amerikanische PT-Boote in der Nähe patrouillierten blieben die Japaner unentdeckt. Die Truppen besetzten mehrere Verteidigungspositionen, die am Tag zuvor von den Marines aufgegeben worden waren.

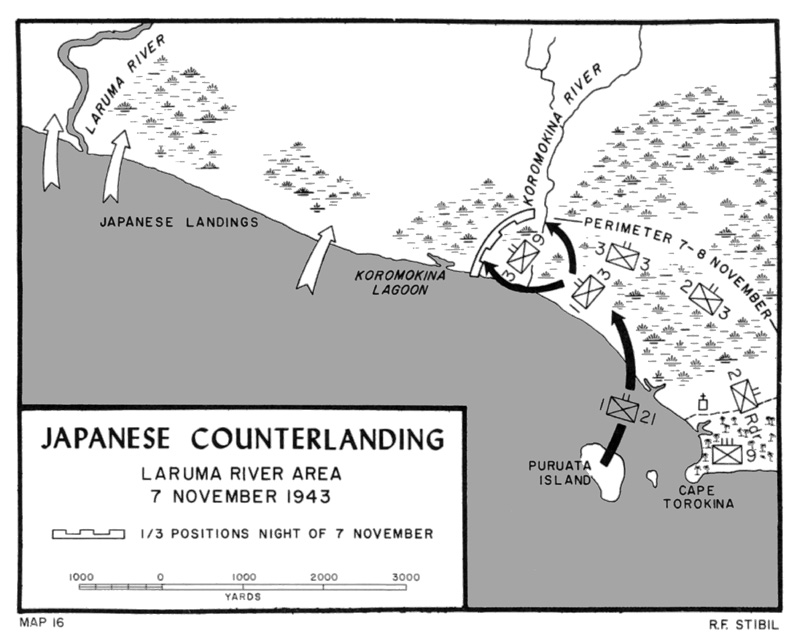
Japanische Landung am 7. November 1943

Nachdem ein japanischer Lastkahn etwa 6,4 Kilometer nördlich von Kap Torokina gesichtet worden war, wurde ein PT-Boot zur Untersuchung geschickt. Kurz darauf entbrannten heftige Kämpfe, die mit Artilleriefeuer aus Küstenverteidigungskanonen und Flugabwehrbatterien gegen die Japaner geführt wurden. Den 3/9-Marines unter dem Kommando von Oberstleutnant Walter Asmuth wurde die Aufgabe übertragen, die japanische Landung zu stoppen. Mittags griffen auch die 1/3 Marines in die Kämpfe ein und am Nachmittag wurden noch die 1/21 Marines hinzugezogen. Bis in die Nacht vom 7. auf den 8. November drängten sich kleine Gruppen von Japanern durch die US-Verteidigungslinien. Immer wieder wurden kleinere Marine-Einheiten isoliert und waren auf sich allein gestellt.
Am Morgen des 8. November begann nach einem 20-minütigen vorbereitenden Bombardement der Angriff der Marines zusammen mit leichten Panzern. Nur wenige japanische Soldaten leisteten Widerstand, wobei 250 Japaner getötet wurden und einige in Gefangenschaft gerieten. Bei der Aktion in der Koromokina-Lagune beklagten die Marines 16 Tote und 30 Verwundete.
Am 9. November übernahm Generalmajor Roy S. Geiger das Kommando über das I Marine Amphibious Corps von General Vandegrift und vier Tage später bekam er von Admiral Wilkinson das Kommando über den gesamten Torokina-Brückenkopf übertragen. Dieser umfasste zu dieser Zeit etwa 7 Kilometer Strand und hatte einen Umfang von rund 16 Kilometern.

#### Piva Trail

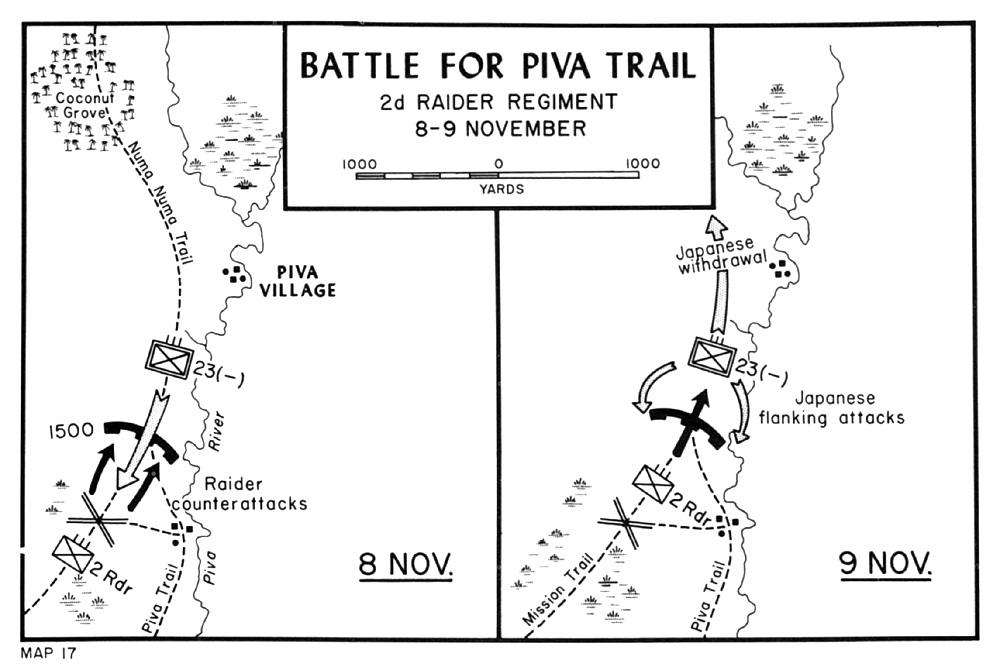
Schlacht am Piva Trail

Der Piva Trail ist ein Pfad, der entlang des Flusses Piva an der Südwestküste von Bougainville verläuft und mit dem East West Trail und dem Numa Numa Trail verbunden ist.
Der Druck der Japaner auf die rechte Flanke des Perimeters begann mit einer Reihe kleiner Sondierungsangriffe entlang des Piva Trail, die in den Brückenkopf vor Kap Torokina führten. Japanische Aktivitäten an dieser Flanke waren im Gegensatz zu den Gegenlandungsbemühungen durchaus zu erwarten gewesen. Daher hatte General Turnage am Landungstag eine Kompanie des 2nd Raider Regiments auf den Weg dorthin geschickt, um eine Straßensperre einzurichten. Bis zum 4. November waren Elemente der 9. Marines eingetroffen, um sich ihnen anzuschließen. Die 23. Infanterie der Japaner aus Buin schlug am 7. November zu. Ihr Angriff war zeitlich auf die Landungen bei der Koromokina-Lagune abgestimmt.
General Turnage ordnete zu diesem Zeitpunkt an, den Weg freizumachen und bis zur Kreuzung der Piva- und Numa Numa Trails vorzurücken. Die Japaner warteten nicht auf einen Angriff der Marines, sondern griffen am 5. November die Straßensperre an. Die Kämpfe wurden mit äußerster Härte fünf Tage lang geführt. Kurz nach Mittag des 9. November brach der japanische Widerstand zusammen. Um 15:00 Uhr wurde die Kreuzung des Piva Trails mit dem Numa Numa Trail erreicht und gesichert. Etwa 550 Japaner waren gefallen. Die Marines hatten 19 Mann verloren und 32 waren verwundet.
Nachdem am nächsten Tag Torpedobomber aus Munda Point die Umgebung bombardiert hatten, konnte die Position der 9. Marines in guten Verteidigungspositionen entlang des Numa Numa Trails gefestigt werden.

#### Coconut Grove
Die zweite große Schlacht in der Nähe des Numa Numa Trails begann nach einer zweitägigen Pause nach der Eroberung des Dorfes Piva. In dieser Zeit kam es nur zu geringfügigen Scharmützeln zwischen amerikanischen Patrouillen und japanischen Nachzüglern.

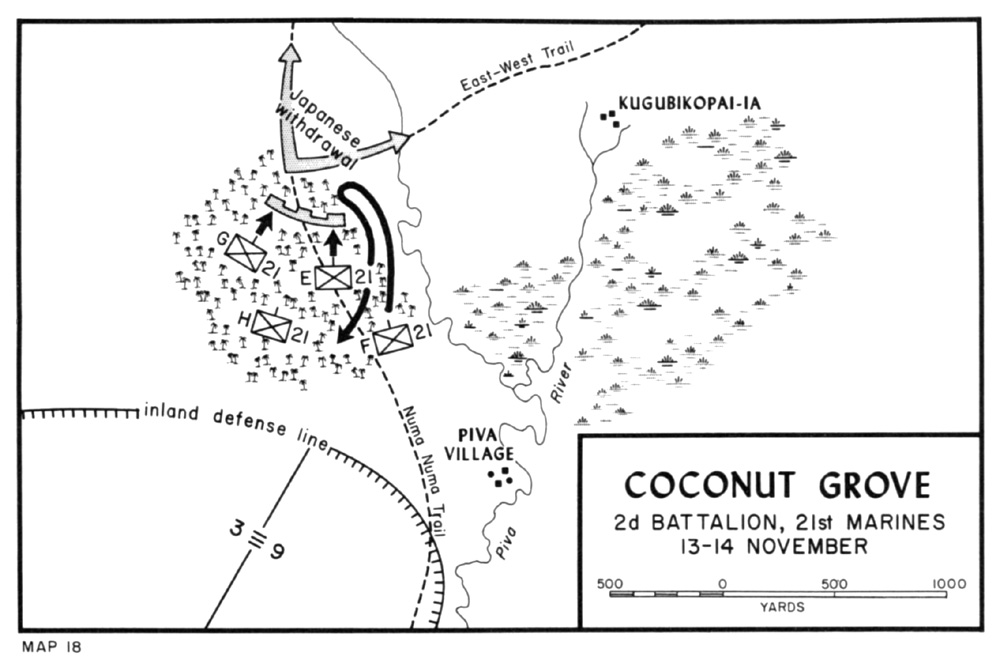
Schlacht um Coconut Grove

Das erste Ziel des nächsten Vorstoßes war es, die Kontrolle über die kritische Kreuzung des Numa Numa Trails und des East West Trails zu übernehmen. Am 13. November führte eine Kompanie der 21. Marines um 8:00 Uhr morgens den Vormarsch an. Um 11:00 Uhr wurde sie von einer großen japanischen Streitmacht überfallen, die in einem Kokospalmenhain nahe der Wegkreuzung in Deckung gegangen war. Die Situation wurde für die Marines schnell sehr kritisch.
Im Kampfgewühl verloren die Kompanien den Kontakt zueinander. Einige führende Offiziere fielen und die Japaner drängten die Marines zurück, so dass sich diese aus dem Kokosnusshain zurückziehen mussten. Eine neue Verteidigungslinie wurde mehrere hundert Meter von der japanischen Position entfernt errichtet. Einer Kompanie war es allerdings gelungen tief in die japanischen Linien einzudringen. Ein Melder wurde geschickt, der die Kompanie über eine Flanke zurück hinter die japanischen Linien führte. Erst gegen 18:30 Uhr konnte die Kommunikation zwischen dem Hauptquartier und allen Kompanien wieder hergestellt werden.
Am nächsten Morgen bombardierten 18 Torpedobomber die japanischen Stellungen. Bedingt durch eine verzögerte Versorgung der Truppen und einem erneuten Ausfall der Kommunikation konnte der Angriff der Marines erst gegen Mittag gestartet werden. Damit war der Effekt der Bombardierungen vertan und die Japaner hatten wieder Stellung bezogen. Trotz Einsatz von Panzern verlief die Attacke zunächst chaotisch und wurde nach kurzer Zeit abgebrochen. Erst nachdem wieder eine koordinierte Angriffslinie gebildet werden konnte, wurden die japanischen Positionen überrannt. Gegen 15:30 Uhr war die Position gesichert. 40 tote japanische Soldaten zählten die Marines und die eigenen Verluste lagen bei 20 Toten und 39 Verwundeten.
Ein wichtiges Ergebnis dieses Erfolges war, dass nun die beiden Hauptlandebahnen von den Seabees gebaut werden konnten.
Während der ersten 15 Tage nach der Landung am Kap Torokina gab es 52 Angriffsalarme, elf Bombenangriffe und zwei Tieffliegerangriffe.

#### Piva Forks
Generalleutnant Hyakutake war sich seiner eigenen Situation durchaus bewusst. Es gab keine guten Straßen, die in die Stellung der Alliierten führten, über die die 17. Armee eine Gegenoffensive durchführen konnte. Zudem waren Lastkähne Mangelware. Zwei Versuche den Brückenkopf zu eliminieren, hatten zu vernichtenden Niederlagen geführt und die schlecht getimte RO-Offensive der Marine hatte ebenfalls mit schweren Verlusten geendet. Damit war klar, dass ein entscheidender Gegenschlag gegen den Brückenkopf für einige Zeit nicht unternommen werden konnte.
Die Alliierten behielten unterdessen die japanischen Garnisonen in der Gegend von Bougainville im Auge. Die Luftaufklärung im Norden ergab, dass die Japaner im Gebiet von Buka umfangreiche Verteidigungsanlagen errichteten, um ihren einzig verbliebenen Flugplatz in Betrieb zu halten. Die Hauptgefahr für den Brückenkopf kam jedoch aus dem Süden, wo sich der Großteil der 6. Division und damit der größte Teil der 17. Armee befand. Die Japaner, die mit Lastkähnen von Buin nach Mawareka fuhren, konnten von diesem Punkt aus über Land zuschlagen. Das Wegenetz von Mosigetta und Mawareka war der logische Weg zur Annäherung an Kap Torokina und zuverlässige Geheimdienstberichte zeigten, dass diese Wege sowohl von Lasttieren als auch von Truppen begangen werden konnten.
Die Feuerpause nach den Kämpfen um Coconut Grove hielt daher nicht lange an. Die Kampfaktivitäten im Sektor der Marines nahmen am 17. und 18. November wieder zu, nachdem alle Einheiten mehrere Tage der Organisation des Verteidigungsbereichs sowie der Erweiterung und Verbesserung der Versorgungssituation gewidmet hatten. Am 18. November brachten die ausgesandten Patrouillen die Information zurück, dass die Japaner sowohl auf dem Numa Numa Trail als auch auf dem East West Trail eine neue Straßensperre errichtet hatten.
Um die Numa Numa Position anzugreifen, schickten die Marines ihr 3rd Bataillon unter Oberstleutnant Ralph M. King, um den Angriff zu führen. Das Bataillon traf die Japaner an ihren Flanken und errichtete dann am 19. November eine eigene Straßensperre.

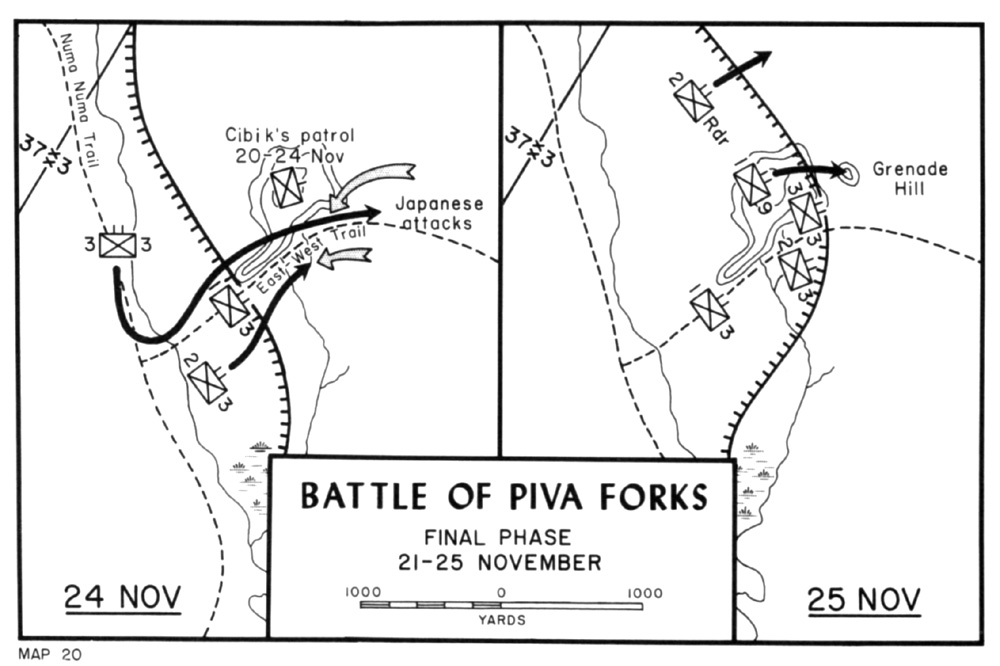
Schlacht bei Piva Forks

Die stark verankerten japanischen Verteidigungsanlagen mit 1200 bis 1500 Mann waren darauf ausgerichtet, einen Angriff aus dem Süden abzuwehren. Dementsprechend verlegten die Artilleriebeobachter auf der Cibik Ridge ihr Feuer am 23. November, um sich auf einen Vorstoß von zwei Bataillonen der 3rd Marines vorzubereiten, die versuchen sollten, 800 Meter über die Ostgabelung des Flusses Piva hinaus vorzurücken. Alle verfügbaren Panzer und Unterstützungswaffen wurden nach vorne verlegt. Marineingenieure der 19. Marines bauten gemeinsam mit Seabees unter feindlichem Beschuss Brücken über den Piva.
Der Angriff am Morgen des 24. November begann um 8:35 Uhr mit einem heftigen Sperrfeuer. Doch als die beiden Bataillone angriffen, begann die japanische 23. Infanterie mit ihrem eigenen schweren Sperrfeuer. Die Marines antworteten mit Panzerschüssen, Maschinengewehr-, Mörser-, Gewehrfeuer und Flammenwerfern.
Nachdem die Japaner nach langem Kampf auf eine Position östlich des Flusses Torokina zurückgedrängt worden waren, besetzten die Marines die Anhöhe, die der Standort der zu bauenden Piva-Bomber-Landebahn sein sollte.  Nach Abschluss des Vormarsches der Marines wurden mindestens 1071 tote Japaner gezählt. Die Opfer der Marines waren 115 Tote und Verwundete, die höchste Anzahl während der gesamten Kampagne.

#### Kap St. George
Nachdem es den Japanern gelungen war am 24. November Nachschub und Truppen auf Buka abzusetzen, kam es in der folgenden Nacht zu einer Seeschlacht bei Kap St. George mit amerikanischen Schiffen unter dem Kommando von Captain Arleigh Burke. Dabei verloren die Japaner drei Zerstörer.

#### Koiari
Auf Bougainville versuchten am 25. November zwei Bataillone ein Hochplateau auf der Cibik Ridge einzunehmen. Sie wurden von etwa 70 Japanern zurückgeworfen, als diese sie mit einem Hagel aus Handgranaten eindeckten. Allerdings zogen sich die Japaner am späten Abend zurück, so dass Piva Forks, einschließlich der strategischen Kammlinie, die den East West Trail blockierte, in der Hand der Marines war.
General Geiger befahl am 28. November einen Vormarsch, um die geplante Verteidigungslinie Fox zu erreichen. Um diesen Vormarsch vor einem überraschenden japanischen Angriff auf die äußerste rechte Flanke zu schützen, war zunächst ein Überfall geplant, um feindliche Truppenbewegungen aufzuspüren, deren Vorräte zu zerstören und ihre Kommunikation zu unterbrechen. Zielort dazu war Koiari, ca. 16 Kilometer südlich der Küste vom Kap Torokina.

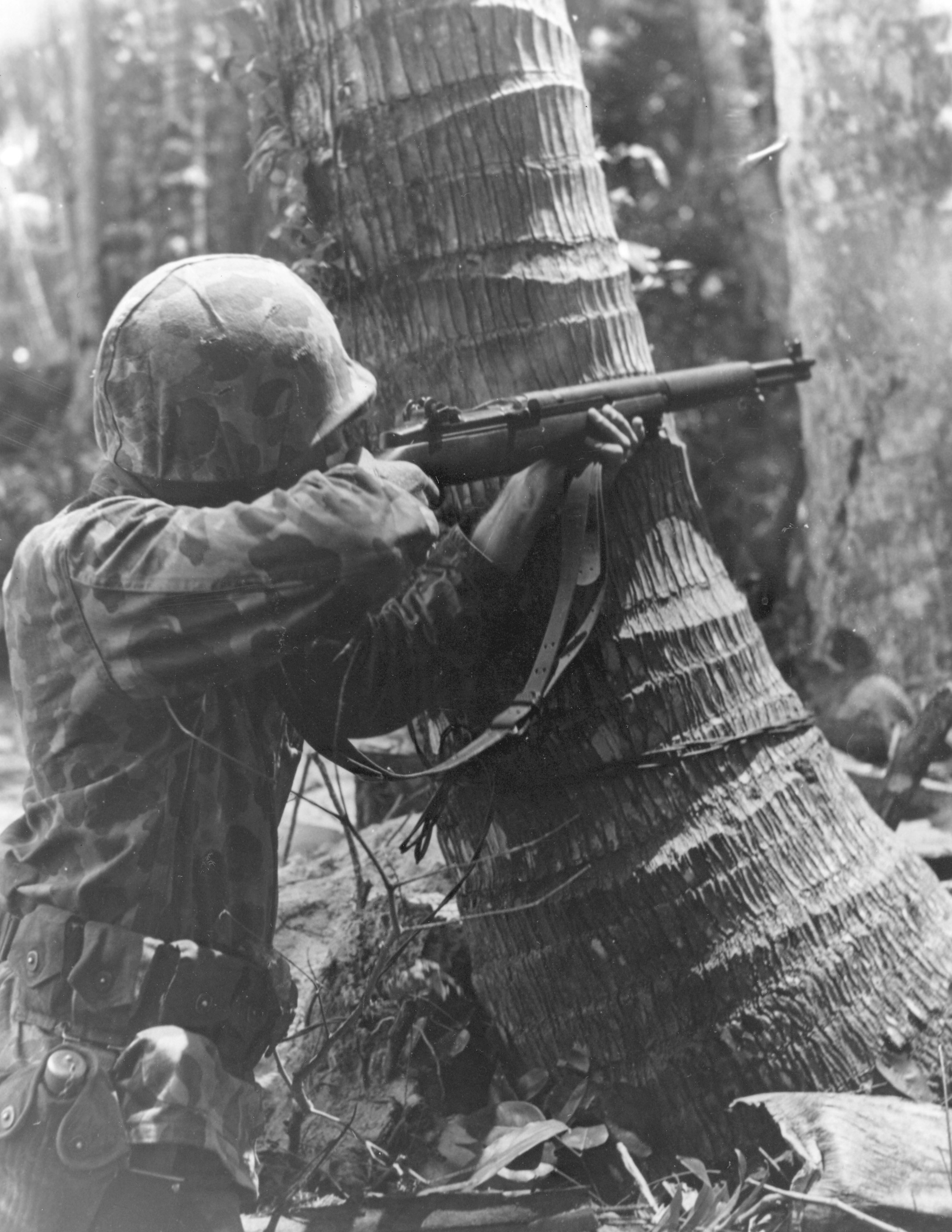
Marine während eines Angriffs auf Bougainville

Am frühen Morgen, um 4:00 Uhr des 29. November, fuhren die Boote in Richtung Koiari-Strand und die Marines, in der Stärke eines Bataillons, landeten praktisch mitten auf einem japanischen Versorgungslager. Noch bevor sich die Japaner von dem plötzlichen Schock der Landung erholten, hatten die Marines einen Brückenkopf gebildet, der sich ungefähr 270 Meter entlang des Strandes und ungefähr 160 Meter landeinwärts erstreckte. Allerdings dauerte es nicht lang, und der gesamte Brückenkopf wurde von ständigem Maschinengewehr- und Gewehrfeuer der Japaner beharkt. Nachdem die Marines zudem den Funkkontakt zu General Geiger und seinem Stab verloren hatten, gerieten sie in arge Bedrängnis. Der Bataillonskommandeur schätzte, dass die japanische Streitmacht etwa 1200 Mann umfasste und diese auch in besseren Positionen lagen als die Marines. Als der erste Rettungsversuch durch die Landungsboote durch eine intensive Artilleriekonzentration entlang der Küste zurückgeschlagen wurde, sah die Situation noch schlimmer aus. Als ein zweiter Rettungsversuch ebenfalls von der japanischen Artillerie zurückgeschlagen wurde, war den Marines klar, dass sie sich auf einen langen Kampf einlassen mussten. Erst um 18:00 Uhr feuerten drei, vom Hauptquartier nach einem empfangenen Hilferuf angeforderte Zerstörer, Artilleriefeuer auf die japanischen Stellungen. Im Granatenhagel gelang es Rettungsbooten die am Strand festliegenden Soldaten aufzunehmen.
Da keines der ursprünglichen Ziele erreicht worden war, war der Überfall ein kostspieliger Fehlschlag. 15 Mann des Bataillons waren gefallen, 99 verwundet und sieben wurden vermisst. Mindestens 145 Japaner kamen ums Leben.

#### Hellzapoppin Ridge und Hügel 600A
Etwa 2 Kilometer vor der Front lagen mehrere Hügel, die das Gebiet zwischen den Flüssen Piva und Torokina beherrschten. Sollte es den Japanern gelingen, diese Hügel zu halten, gäben sie ihnen eine Beobachtungsposition für das gesamte Kap Torokina Gebiet und eine günstige Position, um einen Angriff gegen den Brückenkopf der Marines zu starten. Zudem blockierten sie den East West Trail. Zu dieser Kammlinie gehörten Hügel 1000 mit seinem Felssporn, der kurz darauf nach einer langjährigen Broadway-Show als Hellzapoppin Ridge bekannt wurde, sowie Hügel 600 und Hügel 600A. Für die bevorstehenden Angriffe wurde eine Versorgungsbasis namens „Evansville“ im Rücken von Hügel 600 errichtet.
Das 1. Marine-Fallschirmjägerregiment unter Oberstleutnant Robert H. Williams wurde zwei Tage nach seiner Ankunft in Bougainville darüber informiert, dass General Turnage es beauftragt hatte, diese Hügel zu besetzen. Um das Terrain zu erobern erhielt Williams die Unterstützung von Elementen der 3., 9. und 21. Marines. Am 5. Dezember hatte das 1. Marine-Fallschirmjägerregiment eine Außenpostenlinie gewonnen, die sich vom Hügel 1000 bis zur Kreuzung des East West Trails und des Torokina  erstreckte.

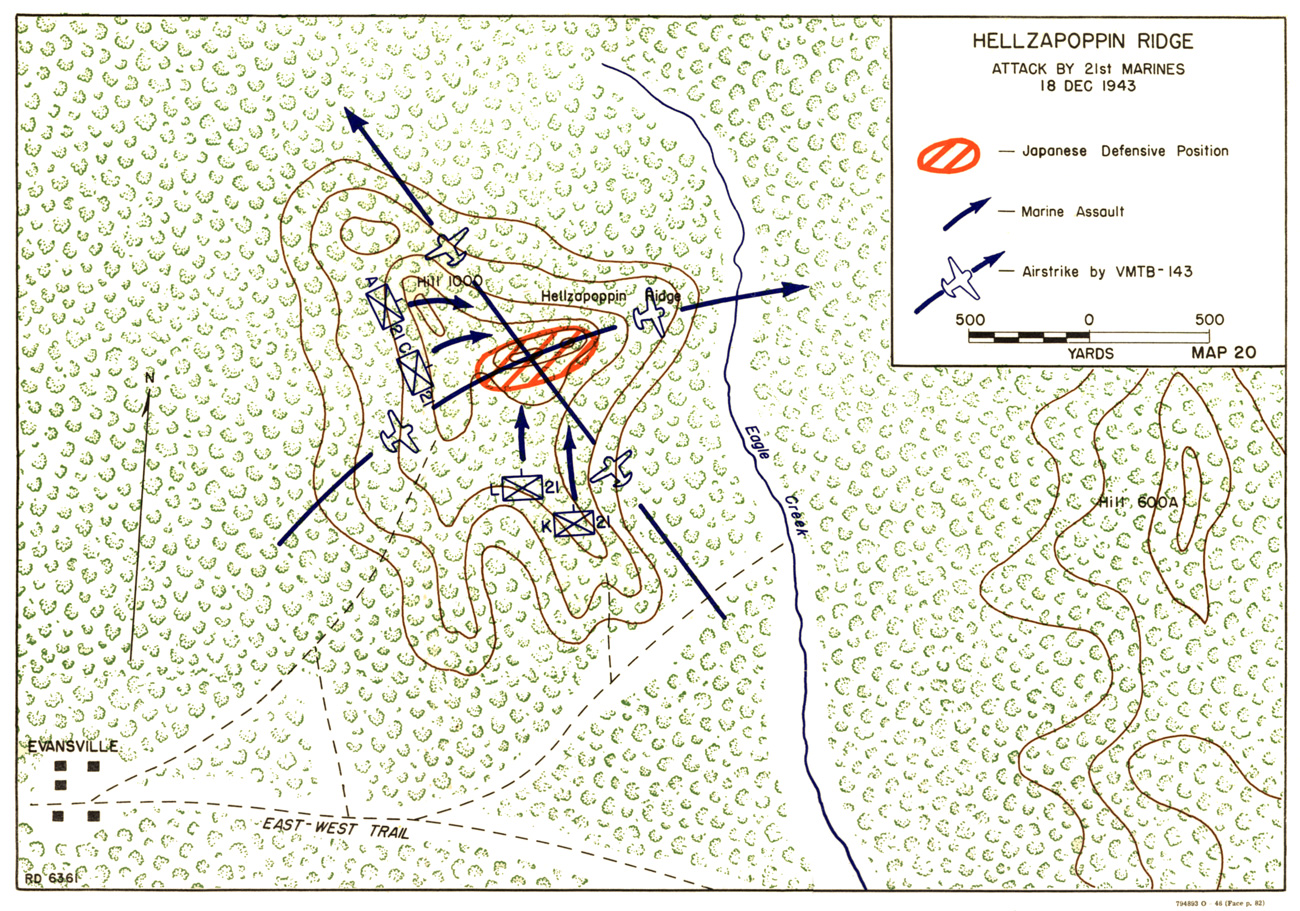
Schlacht an der Hellzapoppin Ridge

Der Vormarsch zur nächsten geplanten Verteidigungslinie erfolgte am  6. Dezember, an dem die gesamte Insel von einem heftigen Erdbeben erschüttert wurde. Erdarbeiten und Gräben wurden zugeschüttet und riesige Bäume schwankten, als der Boden heftig bebte. Stehende Personen wurden durch die Wucht des Bebens zu Boden geschleudert. Am Morgen des 9. Dezember rückten die Marines von Hügel 1000 vor und wurden von einer Feuersalve getroffen. Die Fallschirmjäger griffen immer wieder an, jedoch ohne Erfolg. Artilleriefeuer wurde angefordert, aber die Japaner fanden auf den gegenüberliegenden Hängen schützende Verstecke. Schlecht ausgerüstet und mit zu wenig Männern mussten sich die Marines am 10. Dezember auf Hügel 1000 zurückziehen. Zwei Bataillone der 21. Marines mit einem Bataillon der 9. Marines, die die linke Flanke übernommen hatten, setzten den Angriff fort. Er dauerte sechs Tage an.
Nachdem sich auch Artilleriefeuer als wirkungslos herausstellte, um die Japaner zu schlagen, die sich tief auf dem Hellzapoppin-Rücken eingegraben hatten, forderte Geiger am 13. Dezember Luftunterstützung an. Sechs Flugzeuge der Navy waren gerade auf der neu fertiggestellten Bahn von Torokina gelandet. Sie kamen mit 100-Pfund-Bomben herein, die von Rauchschalen jenseits der Linien der Marines zu ihren Zielen geführt wurden. Da die Japaner aber sehr nah vor den Marines lagen wurden Dutzende der Bomben nur 75 Meter von den Marines entfernt abgeworfen. Mit zusätzlichen Flugzeugen gab es über mehrere Tage vier Bomben- und Tieffliegerangriffe.
Vor den letzten beiden Luftangriffen hatten das I Marine Amphibious Corps und die 21. Marines umfangreiche Vorbereitungen für den endgültigen Angriff auf die Hellzapoppin Ridge getroffen. Eine 155 mm Haubitzen Batterie der 37. Division wurde mit Landungsbooten zu neuen Schusspositionen in der Nähe der Mündung des Torokina gebracht. Von dieser Position aus konnte die Batterie entlang des Flusstals nach Norden feuern und Granaten auf die Südseite und den Kamm schießen, ohne die Marines an deren Linien zu gefährden. Um 10:00 Uhr am 18. Dezember eröffneten sie das Feuer. Die Batterie feuerte in der nächsten Stunden etwa 190 Schuss ab und traf wiederholt den Kamm. Anschließend erfolgten zwei Luftangriffe.
Nach mehr als sechs Tagen immerwährender Angriffe auf die japanische Verteidigungsstellung wurde die Hellzapoppin Ridge eingenommen. Der Sieg kostete den 21. Marines 12 Tote und 23 Verwundete. Mehr als 50 japanische Leichen wurden in der Gegend gefunden. Der Rest der Verteidiger war offenbar aus dem Gebiet geflohen.

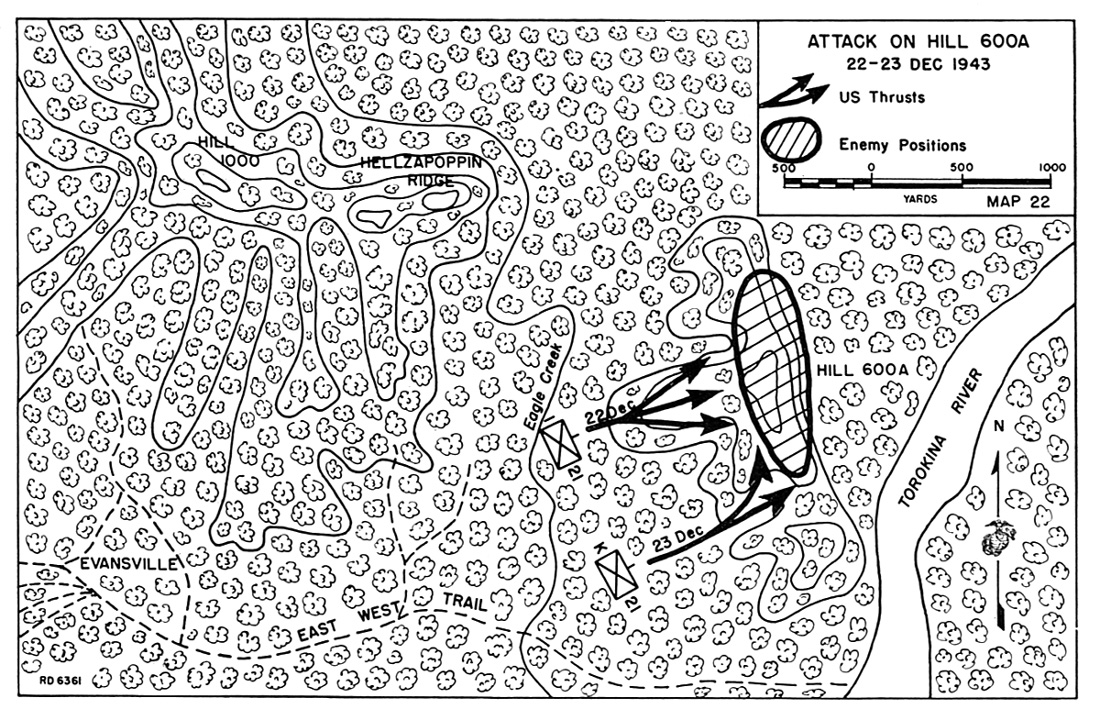
Angriff auf Hügel 600A

Am 23. Dezember führte eine Kompanie, verstärkt durch einen schweren Maschinengewehrzug, einen Angriff auf Hügel 600A durch. Dieser wurde jedoch durch heftiges japanisches Abwehrfeuer zunächst gestoppt. Die Kompanie zog sich zurück und forderte Artillerieunterstützung an. Anschließend rückte die Kompanie wieder vor. Der Angriff wurde wieder abgewehrt. Ein dritter Versuch, nach einer weiteren Mörser- und Artillerievorbereitung, scheiterte ebenfalls. Die Kompanie zog sich daraufhin auf die vorherige Frontlinie zurück.
Am nächsten Morgen rückten Späher in Vorbereitung auf einen weiteren Angriff auf die japanische Stellung vor. Unerklärlicherweise hatten sich die Japaner, nachdem sie zwei Tage lang unerbittlich gekämpft hatten, in der Nacht zurückgezogen. In den 25 überdachten Stellungen auf dem Hügel wurde nur eine japanische Leiche gefunden. Das Artilleriefeuer hatte nur wenige Bunker beschädigt. Die Marines verloren bei den zweitägigen Angriffen vier Mann und hatten acht Verwundete.

#### Das vorläufige Ende der Kämpfe
Die letzten drei Luftangriffe, zwei am 25. und einer am 26. Dezember, hielten die Japaner offenbar davon ab, einen weiteren Angriff auf den Perimeter durchzuführen. Nach den Angriffen fanden Patrouillen das Gebiet verlassen vor. Gräben und weitere Installationen zeigten, dass sich etwa 800 Japaner in der Gegend aufgehalten hatten. Eine Reihe von Patrouillen über den Fluss Torokina konnten jedoch keinen Kontakt mit ihnen herstellen. Die Verluste des Marine Corps bei der Operation auf Bougainville belief sich bis dahin auf 423 Tote und 1418 Verwundete. Die Streitkräfte von General Hyakutake zählten 2500 Tote auf dem Schlachtfeld; nur 25 Japaner konnten gefangen genommen werden; ein Beweis für die selbstmörderische Beharrlichkeit des japanischen Bushidō.
Nachdem weitere Armeetruppen am Brückenkopf eingetroffen waren, wies Admiral Halsey das XIV. Korps der Armee an, die Kontrolle der Bougainville-Operation zu übernehmen. Am 15. Dezember übergab General Geiger die Kontrolle über den Brückenkopf an den kommandierenden General des XIV. Korps, Generalmajor Oscar W. Griswold. Die Ablösung der 3rd Marine Division durch die Americal Division begann am Morgen des 27. Dezember. Die letzten Einheiten der 3rd Marine Division wurden am Nachmittag des 28. Dezember vom 132. Infanterieregiment abgelöst. Mit zwei Regimentern wurde das Kommando über den rechten Sektor des Brückenkopfes von Generalmajor John R. Hodge von der Americal Division übernommen. Die 21. Marine-Infanterie wurde am 1. und 2. Januar 1944 vom 182. Infanterieregiment abgelöst. Am 16. Januar war die gesamte 3. Marine-Division nach Guadalcanal zurückgekehrt.

### Green Islands (Operation Squarepeg)

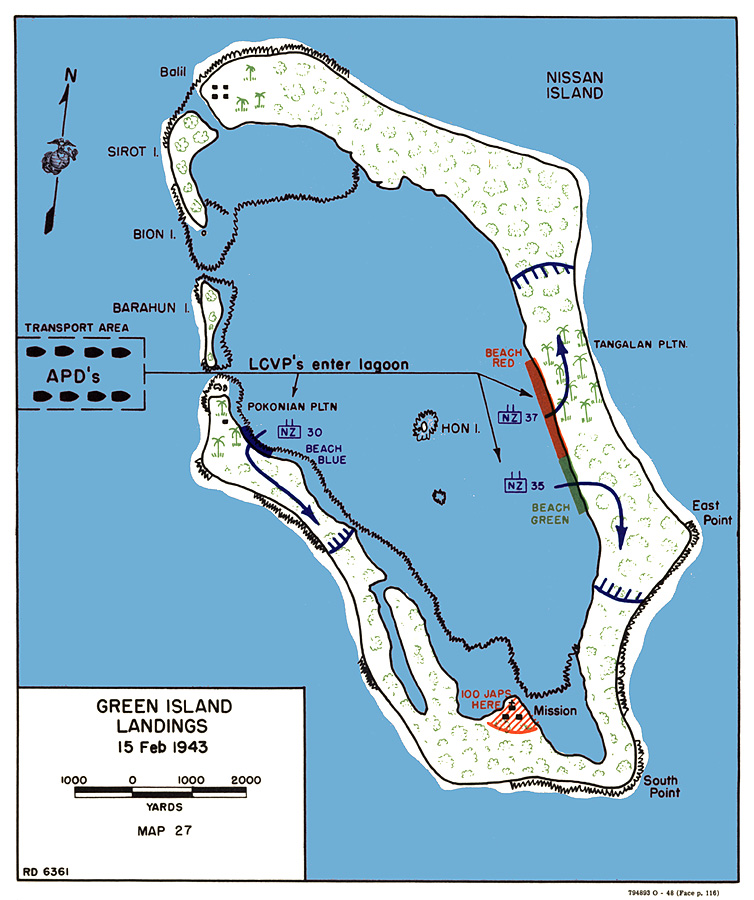
Operation Squarepeg

Nach vielen Meinungsverschiedenheiten unter den alliierten Führungsstäben, die schon im März 1943 begonnen hatten, fiel die Entscheidung die Green Islands zu besetzen erst spät. Während einer Konferenz in Port Moresby am 20. Dezember 1943 mit Mitgliedern von Halseys Stab schlug MacArthur, der daraufhin die Einkreisung von Rabaul abschließen und die  Admiralitätsinseln einnehmen wollte, die Landung auf den Green Islands als Basis für den Bau von Flugplätzen vor.
Zugunsten der Besetzung der Green Islands sprach die Unterstützungsmöglichkeit der Landung dort durch Flugzeuge, die von Flugplätzen innerhalb des Perimeters an der Kaiserin-Augusta-Bucht und den Treasury-Inseln starten konnten. Die Inselgruppe war auch von Rabaul, nur 350 Kilometer westlich, leichter zu erreichen. Zudem war Admiral Halsey auch bestrebt, Torpedobootbasen zu errichten, um die japanischen Versorgungslinien zu ihren verbleibenden, isolierten Garnisonen in Bougainville zu durchtrennen. Er wies daher Vizeadmiral Wilkinson an, vorläufige Pläne für die Besetzung der Inselgruppe auszuarbeiten und schlug vor, die neuseeländische Division für diese Aufgabe einzusetzen.
Green Islands umfasst eine Reihe kleiner Atolle im Gebiet nördlich der Insel Bougainville und östlich der Insel Neuirland. Die größte dieser Inseln ist Nissan, die 14,5 Kilometer lang und 8 Kilometer breit ist und eine zentrale Lagune umschließt.
Die Japaner hatten Nissan zu einem frühen Zeitpunkt Anfang 1942 besetzt. Das japanische Kommando in Rabaul erkannte, dass der Verlust der Green Islands den Alliierten einen ausgezeichneten Standort für einen Flugplatz bieten würde, um Rabaul und ihre anderen Stützpunkte in Neubritannien und Neuirland anzugreifen. Aber außer der Positionierung von zwölf Spähposten der Marine und Befehlen, dass eine strenge Wache aufrechtzuerhalten sei, taten sie nichts um die Inseln aufzurüsten. Lastkähne nutzen die Inseln als Zwischenstation. Sie lagen tagsüber geschützt in der Lagune und bewegten sich nur nachts auf der Fahrt zwischen Rabaul und Buka.
Am 10. und 11. Januar 1944 untersuchten vier PT-Boote vom Stützpunkt Torokina kommend die Lagunenkanäle und fanden den Südkanal tief genug, um Panzerlandungsschiffe (LSTs) passieren zu lassen. Die nächste Aufklärungsaktion fand in der Nacht vom 30. auf den 31. Januar statt, so kurz vor dem Start der Operation Squarepeg, dass die Japaner keine Zeit hatten die Garnison zu verstärken und so zogen sie sich auf die Südseite der Insel zurück. Eine 300 Mann starke gemischte Truppe, bestehend aus amerikanischen und neuseeländischen Soldaten, erkundete die Insel, wählte Landungsstrände und einen Flugplatz aus, überprüfte die Tiefe der Lagune und befragte Mitglieder der einheimischen Bevölkerung, die den Japanern im Allgemeinen feindlich gegenüberstanden. Die Truppe wurde am folgenden Tag schon wieder eingeschifft.

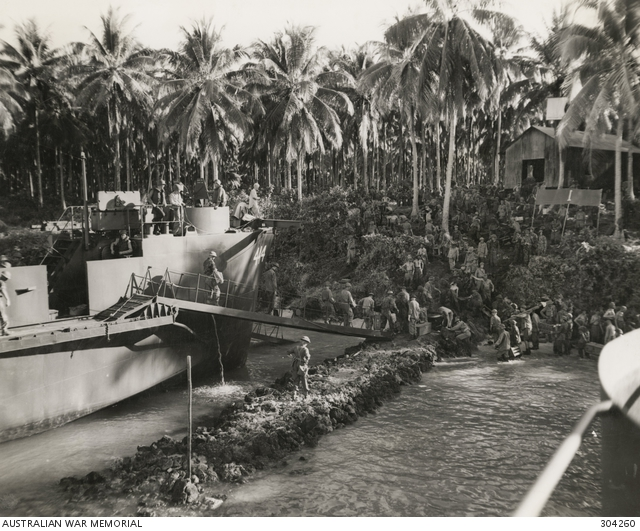
Neuseeländische Einheiten landen auf den Green Islands

Die III Amphibious Force unter Konteradmiral Wilkinson landete am 15. Februar die 3. Neuseeländische Division unter Generalmajor Barraclough mit neun APDs auf Nissan. Von der Westseite fuhren die Landungsboote durch den Südkanal in die Lagune ein. Nachdem Vorauseinheiten die Landungsstrände im Norden und Süden der Lagune erkundet hatten, waren bis zum Einbruch der Nacht etwa 5800 Mann an Land gesetzt worden. Es gab vorerst keinerlei Widerstand, da die Japaner sich nach der letzten alliierten Erkundungsmission auf die Feni-Inselngruppe, etwa 55 Kilometer nördlich, abgesetzt hatten. Allerdings waren am 5. Februar rund ein Drittel der Garnison zurückgekehrt und wurde dann durch eine 77-köpfige Abteilung der Marine-Wachabteilung verstärkt, die mit einem U-Boot aus Rabaul gekommen waren. Daher befanden sich 102 Japaner auf der Insel, etwa 40 von ihnen gruben sich rund um die katholische Mission am südlichen Ende des Atolls ein. Hier wurden sie zwischen dem 16. und 19. Februar nach einem letzten Gegenangriff eliminiert.
Während der gesamten Operation (inkl. der Aufklärung Ende Januar) zählten die Neuseeländer zehn Tote und 21 Verwundete. Auf amerikanischer Seite waren es drei Tote und 3 Verwundete. 120 Japaner verloren auf Nissan ihr Leben.
Auf Nissan wurde eine PT-Boot-Basis errichtet und bis zur ersten Märzwoche war ein Flugplatz fertiggestellt. Am 13. März trafen dort die Jagdflugzeuge der Staffeln VMF-22 und VMF-223 des US Marine Corps ein.

### Japanische Gegenoffensive
General Hyakutake unterschätzte die Stärke der gegnerischen amerikanischen Streitkräfte und glaubte, dass in Torokina nur 20000 US-Soldaten stationiert waren. Vor der Niederlage Ende Dezember 1943 hatte er geplant, Anfang März 1944 einen umfassenden Gegenangriff auf das XIV. Korps der US-Armee zu starten. Dazu sollte im Wesentlichen die 6. Division, zusammen mit anderen Elementen der 17. Armee eingesetzt werden. 15000 bis 19000 Infanteristen mit unterstützender Artillerie konnte Hyakutake dazu mobilisieren. Die Artilleriegeschütze, 75-mm-Packhaubitzen, 105-mm- und 155-mm-Haubitzen, wurden auf die, den Umfang der Front dominierenden Bergkämme gezogen. Die verbleibenden 18000 Soldaten der 17. Armee wurden dann aber in Buka und Buin behalten, um diese Stützpunkte zu verteidigen.
Zu diesem Zeitpunkt hatte das XIV. Korps von General Griswold den Perimeter bereits aufgerüstet. Mit einer Stärke von ungefähr 62000 Mann, einschließlich der Americal Division unter General Hodge und der 37. Division unter Generalmajor Robert S. Beightler. Auch die Artillerie des XIV. Korps war beeindruckend. Sie bestand ebenfalls aus 75-mm-Packhaubitzen-Kompanien, 105-mm- und 155-mm-Haubitzen-Bataillonen, sowie 155-mm-Long Tom-Kanonen und 90-mm-Flugabwehrbatterien. Ebenfalls verfügbar war die Bougainville Navy, die alle Zerstörer umfasste, die unter Griswolds Kommando zur Feuerunterstützung eingesetzt wurden, sowie reichlich Luftunterstützung.

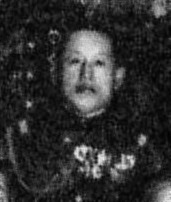
Generalleutnant Masatane Kanda

Generalleutnant Masatane Kanda, Kommandeur der 12000 Mann starken 6. Division, beschloss für seinen Gegenangriff am 7. März seine Truppen in drei separate Einheiten zu organisieren. Jede Einheit wurde nach ihrem Kommandanten benannt – Iwasa, Muda und Magata. Die japanischen Infanteristen nahmen nur zwei Wochenrationen mit in die Schlacht, da man glaubte, dass die Amerikaner innerhalb dieses Zeitrahmens besiegt werden würden.
Am 7. März zerschnitten japanische Vorauskommandos den, von den Amerikanern ausgelegten, Stacheldraht. Im Morgengrauen des folgenden Tages brach dann ein massiver feindlicher Artilleriebeschuss los, der die Flugplätze von Piva anvisierte und die Evakuierung der alliierten Flugzeuge nach Munda auf New Georgia erforderlich machte. Die Amerikaner reagierten mit intensivem und präzisem Gegenfeuer aus ihren Batterien auf die Stellungen der japanischen Haubitzen.

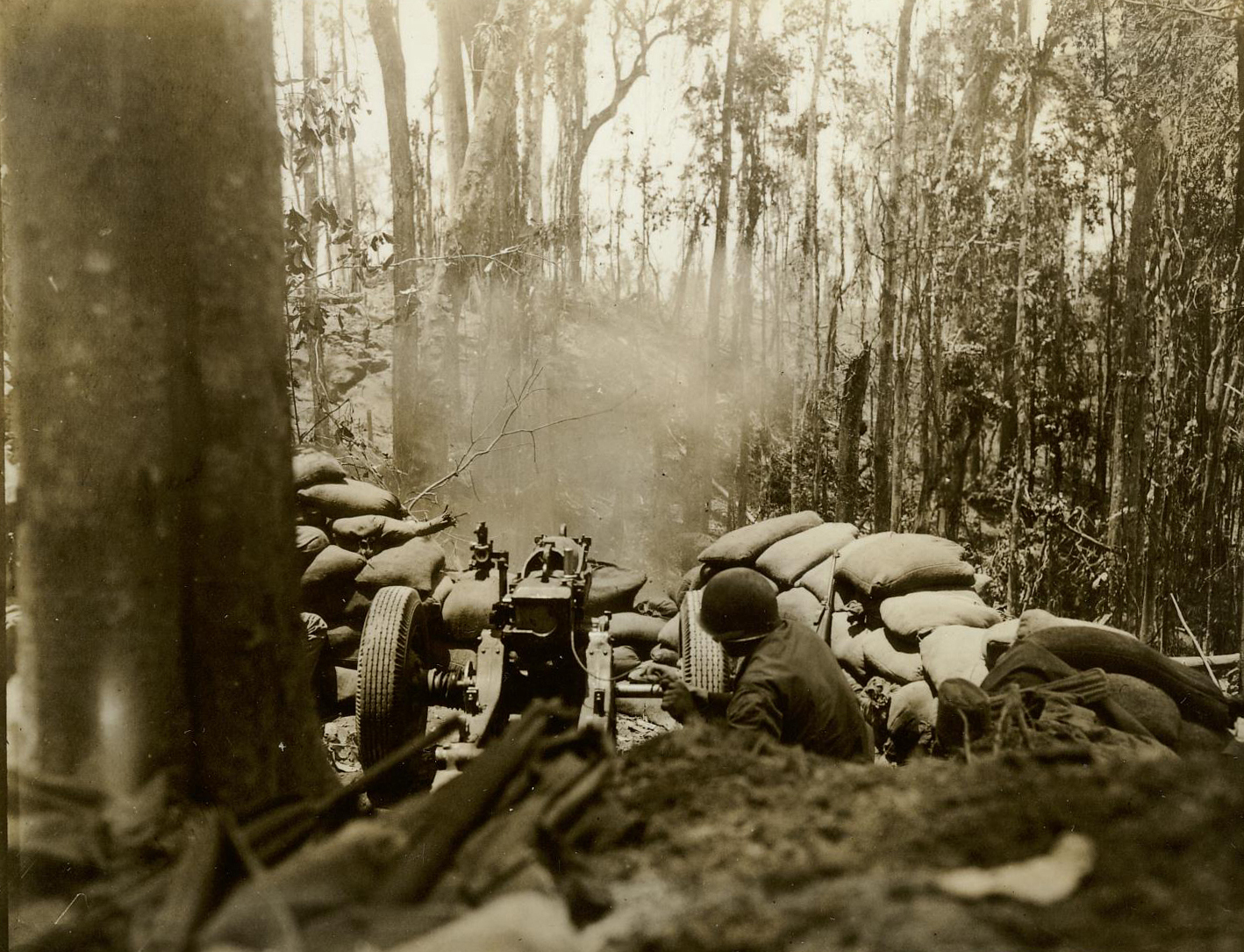
Ein amerikanisches 75-mm-Geschütz beschießt einen japanisch besetzten Hügel im Dschungel von Bougainville

Der japanische Plan sah zwei gleichzeitige, vorbereitende Angriffe vor, denen drei Tage später ein größerer folgte. Es gelang ihnen zwar Höhen außerhalb des Umkreises einzunehmen, die es ihnen ermöglichten amerikanische Positionen einzusehen. Doch ihre Pläne waren zu optimistisch mit unrealistischem Zeit- und Operationsverlauf. Ein Dokument spezifizierte sogar den Ort, an dem sich General Griswold den Japanern ergeben würde. Zwar gelang es zwei japanischen Bataillonen am 8. und 9. März einen Bergsattel zu erobern und dort eigene Artillerie zu stationieren, doch schon am 11. März erstürmte ein amerikanisches Bataillon den Sattel und holte die Position zurück. Die Japaner verloren dabei über 300 Mann. Auch ein amerikanischer Außenposten kam in arge Bedrängnis, da er weit abseits der eigentlichen Frontlinie lag. Er wurde von japanischen Einheiten so stark belagert, dass General Griswold zwei Bataillone von der eigentlichen Front abziehen musste. Wiederholte amerikanische Angriffe in den nächsten vier Tagen konnten die Stellung nicht zurückerobern. Verluste durch versteckte japanische Maschinengewehre, Versorgungsengpässe und der Mangel an zusätzlichen Truppen verhinderten die Konsolidierung der Truppen. Eine Kompanie wurde von den Japanern innerhalb eines Tages von 150 auf 25 Mann reduziert. Nachdem am 14. März ein weiterer Versuch gescheitert war, änderten die Amerikaner die Taktik. Die Zahl der Opfer betrug bereits 98 Tote, 24 Vermisste und 581 Verwundete. Der Außenposten wurde den Japanern überlassen, da Patrouillen keine anderen japanischen Truppen in der Gegend entdeckt hatten. Die japanische Stellung dort wurde nur noch mit starkem Artilleriefeuer belegt, so dass die Japaner sich nach einigen Tagen zurückzogen. Sie hinterließen 560 Tote.
Der letzte große Gegenangriff der Japaner fand am  23. März statt, nachdem sie ihre Einheiten wieder gesammelt hatten. Den Amerikanern war es allerdings erneut gelungen, japanische Dokumente zu erbeuten und ihre Mitteilungen zu entschlüsseln. So konnte General Beightler seine Truppen vor dem Angriff warnen.

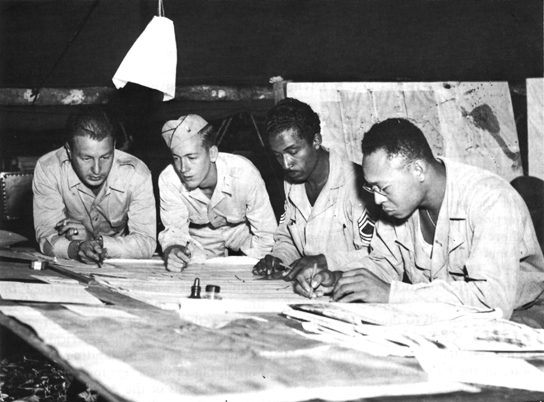
Soldaten des 24. Infanterieregiments planen Verteidigungsstellungen auf Bougainville.

Nach heftigem Artilleriebeschuss, der unter den Männern der 37. Division viele Opfer forderte, gelang den Japanern im Schutz der Dunkelheit erneut ein kleiner Durchbruch. Erst gegen Mittag gelang es die Eindringlinge zurückzuschlagen. Die Japaner ließen auf ihrem Rückzug ihre zerstörte und schwere Ausrüstung zurück. Über 5000 ihrer Soldaten wurden getötet. Das XIV. Korps verlor 263 Mann während des Kampfes.
Nachdem die großen Kampfhandlungen beendet waren, patrouillierten amerikanische Truppen mehrere Monate lang und jagten die Überreste japanischer Einheiten durch den weiten Dschungel von Bougainville. Im November 1944 ging das Kommando über alle Inseloperationen von General Griswold an Generalleutnant Sir Stanley Savige von der australischen Armee über und bis Mitte Dezember hatten die australischen Streitkräfte und ein Bataillon der Fiji Defence Force alle amerikanischen Einheiten auf Bougainville abgelöst.

## Australische Phase (Nov. 1944 bis Aug. 1945)
Der große australische Stützpunkt in Lae hatte eine sehr gute Lage für das Hauptquartier einer Armee, die Operationen in den Gebieten Neuguineas kontrollierte. Er war ungefähr 800 Kilometer von Torokina, 725 Kilometer von Aitape und 645 Kilometer von der Jacquinotbucht auf Neubritannien und von Emirau, seinem nördlichsten Zuständigkeitsbereich, entfernt. Von dort aus kontrollierten Vernon Sturdee und sein Stab nicht nur die vier Hauptfeldverbände, sondern insgesamt 134 Verbände, Einheiten und Abteilungen, darunter Angaur Regionen und Bezirke, drei Gebietskommandos – Madang, Finschhafen und Wau, sieben Basisuntergebiete – in Aitape, Torokina, Madang, Lae, Buna, Port Moresby und der Milne-Bucht, feste Verteidigungseinheiten in Port Moresby und Lae, eine Vielzahl von Pionier- und Nachrichteneinheiten und viele andere mehr.

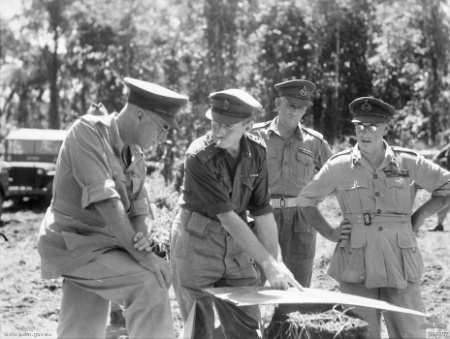
Generalleutnant Sturdee (links) und Generalleutnant Savige (rechts) beim Kartenstudium auf Bougainville

Die größte Formation unter Sturdees Kommando war das II. Korps (3. Division und die 11. und 23. Brigade) auf Bougainville, angeführt von Generalleutnant Savige, der Sturdees Vorgänger im Hauptquartier in Lae gewesen war, bis der Stab der New Guinea Force in II. Korps umbenannt wurde und die Erste Armee die Kontrolle von ganz Australisch-Neuguinea übernahm.
Japanische See- und Luftvorherrschaft in der Gegend um Bougainville war jetzt praktisch nicht mehr vorhanden. Der letzte japanische Luftangriff auf Torokina war im März von zwei Flugzeugen durchgeführt worden, und seit Januar war kein japanisches Handelsschiff vor der Insel gesichtet worden. Ein japanischer Nachkriegsbericht besagt, dass das letzte Transportschiff aus Rabaul am 24. November 1943 in Buka eintraf. Im Oktober 1944 standen den Japanern aber immer noch knapp 40000 Soldaten zur Verfügung, obwohl nicht alle Fronttruppen und einige Zivilisten waren, die bei Bedarf mit aktiviert werden konnten. In der zweiten Hälfte des Jahres 1944 waren etwa 35 Prozent der japanischen Streitkräfte mit Nahrungssuche und deren Produktion im Anbau beschäftigt, 15 Prozent im Transportdienst, 30 Prozent waren im Krankenstand und nur 20 Prozent befanden sich an den vorderen Linien. Die Japaner erfuhren von einem Eingeborenen, der in Torokina gewesen war, dass Australier auf Bougainville stationiert wurden. Die Nachricht wurde in einem Funkspruch von General MacArthur bestätigt. Die Meinungen über die Bedeutung der Änderung waren in der japanischen Führung geteilt, aber für den Fall, dass es zu einer Offensive kommen sollte, wurde den Feldkommandanten befohlen, allen Patrouillen mit aggressivem Vorgehen zu begegnen.
Savige hielt seine Truppen auf Bougainville für stark genug, den Feind in einer großen Schlacht zu zerschlagen. General Thomas Blamey als sein Vorgesetzter mahnte ihn allerdings zu vorsichtigen Operationen. Savige beschloss als erstes Ziel die südliche japanische Basis bei Buin zu zerschlagen.

### Zentralsektor

#### Hügel Little George und Arty

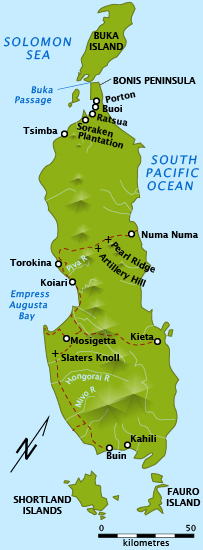
Die Kampfgebiete der australischen Einheiten auf Bougainville

Die erste Aufgabe übernahm das 9. Bataillon. Sie bestand darin, das Gebiet von Sisivie aktiv zu erkunden, um es später anzugreifen. Um 13:50 Uhr am 24. November wurde von Little George, einer steilen Anhöhe, die von Kamm zu Kamm nur drei Meter breit war, ein Gewehrschuss in das Gebiet des Bataillons abgefeuert – der erste Schuss bei den australischen Operationen auf Bougainville. Hinter Little George lag ein größerer Hügel – Arty Hill, so genannt, weil er oft von Artillerie beschossen worden war.
In den darauf folgenden Wochen entbrannten dort Kämpfe zwischen den australischen und japanischen Truppen. Am 13. Dezember bombardierten zehn Flugzeuge die japanischen Stellungen eine halbe Stunde lang und die Artillerie beschoss sie. Für den 18. Dezember planten die Australier einen abschließenden Großangriff auf das Gebiet. Zwölf neuseeländische Corsair griffen die japanischen Stellungen an und wiederum setzte die australische Artillerie ein. Am Nachmittag des Tages gelang es die japanischen Stellungen am Arty Hügel zu erobern.
Fünf Australier wurden während der Kämpfe getötet und 12 verwundet. 25 japanische Tote wurden gezählt, Zwei Japaner wurden gefangen genommen und 10 bis 20 kürzlich begrabene Leichen wurden gefunden.
Der erfolgreiche Angriff des 9. Bataillons auf Little George, sechs Wochen vor dem er erwartet wurde, überraschte die japanischen Kommandeure und überzeugte sie von der Entschlossenheit der Australier, eine Offensive zu eröffnen. 450 Mann Verstärkung wurden in den zentralen Bereich gebracht wo rund 2000 Soldaten in oder vor Numa Numa stationiert waren. Oberst Atsushi Kaneko vom 81. Regiment übernahm das Kommando. Weitere 1000 Soldaten wurden von Kieta und von Norden nach Numa Numa geschickt. Hyakutake war überzeugt, dass der Angriff auf den Numa Numa Trail von einer Landung an seinem östlichen Ende begleitet werden würde, um seine Streitmacht abzutrennen.

#### Pearl Ridge
Das 25. Bataillon löste am 20. Dezember das 9. Bataillon ab, das zu diesem Zeitpunkt seit einem Monat an der Front lag. Ziel für das neue Bataillon war Pearl Ridge, deren Bergrücken das Gebiet im Norden beherrschte und an dem offensichtlich die feindliche Nachschublinie verlief. Nach einem wirkungslosen Luftangriff, machte ein Zug des 25. Bataillons am 22. Dezember einen Sondierungsstoß in Richtung Pearl Ridge, wobei ein Mann getötet und drei verwundet wurden. Es wurde geschätzt, dass 80 bis 90 Japaner sich auf Pearl Ridge verschanzt hatten. Am nächsten Tag wurde eine australische Patrouille hinter Arty Hill überfallen und ihr Anführer getötet.

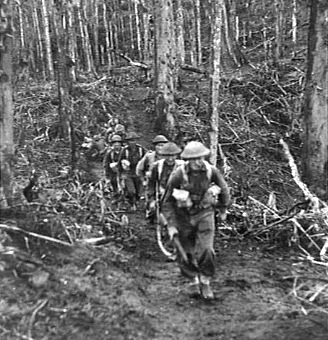
Das 25. australische Bataillon bei seinem Angriff auf Pearl Ridge am 30. Dezember 1944

Am frühen Morgen des 30. Dezember griffen Flugzeuge um 8 Uhr morgens etwa vierzig Minuten lang die japanischen Stellungen an. Die australische Infanterie rückte anschließend hinter Artillerie und Maschinengewehrfeuer vor. Doch starkes Abwehrfeuer aus befestigten japanischen Stellungen stoppte den Angriff in der engen Schlucht. Erst nachdem australische Einheiten am nächsten Tag über einen gegenüberliegenden Hügel die japanischen Befestigungen angreifen konnten, gelang es die Japaner zu schlagen. Zehn Australier waren getötet und 25 verwundet worden; 34 japanische Tote wurden gefunden und ein Mann wurde gefangen genommen. Von den jetzt eroberten Anhöhen konnten die Australier das Meer auf beiden Seiten der 50 Kilometer breiten Insel sehen.
Die 11. Brigade übernahm am 1. Januar 1945 die Front bei Pearl Ridge sowie den Vormarsch in den Norden von Bougainville zur Halbinsel Soraken. zu diesem Zeitpunkt war allerdings noch kein Vorrücken in Betracht gezogen worden. Jedes Bataillon der 11. Brigade absolvierte vier- bis sechswöchige Patrouillengänge im Sektor. Bis zum 18. April blieb alles relativ ruhig und jedes Bataillon hielt die Position von Pearl Ridge während die Patrouillen öfter mit japanischen Truppen aneinandergerieten.
Anschließend ersetzte die 23. Brigade die 11. Brigade im zentralen Sektor, damit diese sich auf den Vorstoß nach Norden konzentrieren konnte. Bis in den August dauerten die einzelnen Scharmützel weiter an. In dieser Zeit eroberten die Australier weitere strategisch wichtige Hügel und errichteten einen Beobachtungsposten, von dem die große Numa Numa-Plantage an der Ostküste überblickt werden konnte. Patrouillengänge und Zusammenstöße dauerten an, bis am 11. August der Befehl zur Einstellung der Feindseligkeiten einging. Japanische Scharfschützen waren am 15. August noch aktiv und die australische Artillerie feuerte als Antwort darauf.

### Nordsektor
Im Januar 1945 begann die 11. Brigade den Vormarsch im nördlichen Sektor. Sie war zu diesem Zeitpunkt auch noch für das Gebiet am Numa Numa Pfad zuständig, erhielt aber den Auftrag, von Sipaai nach Norden vorzustoßen. Das 31./51. Bataillon begann den Vormarsch und traf bald darauf an der Tsimba Ridge, vor dem Fluss Genga, etwa 8 Kilometer südlich von Soraken, auf die Japaner.

#### Tsimba Ridge

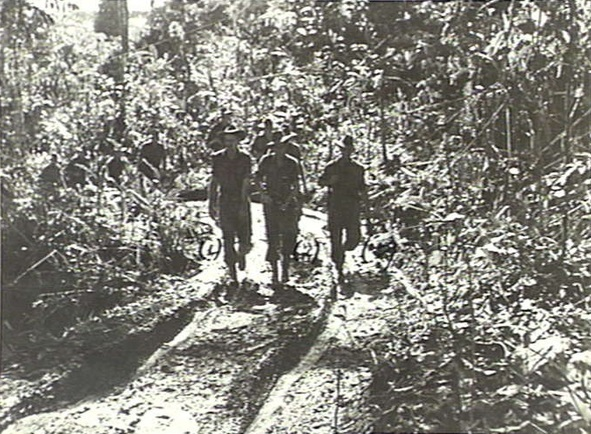
Eine Patrouille der Australier nahe der Tsimba Ridge

Das  31./51. Bataillon griff die japanischen Stellungen auf dem Tsimba-Kamm am 6. Februar an. Artillerie- und Mörserfeuer gingen dem Angriff voraus. Den Japanern gelang es jedoch an einem Abschnitt den Kamm weiter zu sichern und am nächsten Tag starteten sie einen Gegenangriff. Die australischen Einheiten verteidigten wiederum ihre Stellungen und konterten am 9. Februar, wobei 66 Japaner getötet wurden.
Auf ihrem weiteren Vormarsch mit Luft- und Artillerieunterstützung eroberten die Australier am 19. Februar den Bergrücken über Soraken.
Unter teils schwierigen Kämpfen konnte Im März das 26. Bataillon die Soraken-Halbinsel und die nahe gelegenen Inseln einnehmen. Die Australier hatten jetzt eine gute Beobachtungsposition über den Hafen von Soraken und die Insel Buka, die die nördlichsten japanischen Stützpunkte waren.
Das 26. Bataillon wurde zu Beginn des April vom 55./53. Bataillon abgelöst. Der Vormarsch ging weiter in Richtung Pora Pora: aufgeteilt in eine Einheit, die an der Küste vorstieß und eine Einheit im Landesinneren. Unter schweren Kämpfen wurden die Japaner auf eine Linie zurückgedrängt, die sich über die Bonis-Halbinsel von der Ruri-Bucht bis zur Ratsua-Bucht erstreckte. Zwar kehrte das 26. Bataillon auf Anordnung von General Savage Ende Mai wieder zurück um weiter nach Norden zu ziehen, aber da es auf starken Widerstand stieß, wurde das 31./51. Bataillon erneut vorgezogen. Die Japaner widersetzten sich heftig den Australiern, die inzwischen von wochenlangen zermürbenden Märschen, Patrouillen und Kämpfen müde und weit unter ihrer Kraft waren.
Hauptmann Eikichi Kato, Kommandeur der japanischen Marine-Einheiten in Nord-Bougainville, hatte im Mai seinen Kommandanten an der Front die Anweisung gegeben, die Nachschublinien der Australier zu stören. Auf allen Hauptverbindungswegen, die über die Insel von der Ruri-Bucht nach Ratsua führen, Hinterhalte zu errichten und eine Linie, die von der Porton Plantage nach Tarbut führt, zu bilden und zu halten. Im Mai und Juni gelang es der Truppe, diese Befehle auszuführen. Die Aufrechterhaltung der Nahrungsversorgung wurde durch den Rückzug der Männer aus der Gartenarbeit allerdings jetzt zu einem großen Problem.

#### Porton Plantage
Nördlich von Pora Pora verengt sich die Bonis-Halbinsel bis zur Linie Porton Plantage-Tarbut und ist dort nur etwa fünf Kilometer breit. Von nun an waren die Japaner jenseits der Linie Ruri-Bucht-Ratsua sehr aggressiv; Täglich kam es zu Patrouillenzusammenstößen und die Japaner starteten ziemlich heftige Angriffe auf die in Abständen am Eingang zur Halbinsel errichteten australischen Positionen und begannen deren Versorgungslinien zu überfallen. Fast täglich wurden Männer in japanischen Hinterhalten getötet.

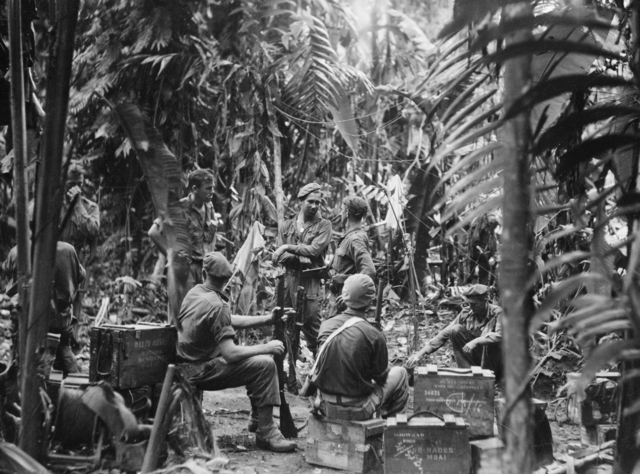
Eine Patrouille des 31./51. Bataillons in der Porton Plantage

Bei der Porton Plantage war die Küste von etlichen Riffen gesäumt. Die Kokosnussplantage selbst begann fast am Meer und erstreckte sich etwa 900 Meter von Norden nach Süden und von Osten nach Westen. Aufklärungsflugzeuge hatten dort Bunker und Schützengräben gemeldet und es wurde vermutet, dass rund 100 Japaner sich dort verschanzt hatten. Der Plan der Australier sah vor, Truppen dort bei Nacht zu landen, einen Strandbereich zu sichern und von dort nach Osten weiter zu rücken, um sich dann mit der Hauptstreitmacht zu vereinen, die nach Norden vorstoßen würde, um schließlich das Gebiet von Buoi bis Porton zu sichern. Anschließend wäre eine Verteidigungslinie über den schmalen Hals der Halbinsel von Porton nach Chindawon zu errichten. Die Landungstruppe war 190 Mann stark und sollte in sechs Landungsbooten eingeschifft werden.
Am 8. Juni versuchten die Australier mit ihrer Landungstruppe hinter den Linien bei der Porton Plantage zu landen. Die Kompanie traf auf sehr starken Widerstand und anschließend starteten die Japaner einen heftigen Gegenangriff, so dass die Truppe nach 48 Stunden unter starkem Beschuss abgezogen werden musste. Die misslungene Landungsaktion bei der Porton Plantage kostete die Australier 23 Tote oder Vermisste und 106 Verwundete. Hauptmann Kato schätzte, dass 250 Australier gelandet waren, 60 getötet und 100 verwundet wurden; 26 Japaner wurden getötet.

#### Ratsua
Nach dem Fehlschlag bei der Porton Plantage wurden die Kämpfe im nördlichen Sektor um Ratsua im Wesentlichen davon geprägt, japanische Vormarschaktionen zu verhindern. Die australischen Truppen konzentrierten ihre Bemühungen und Ressourcen darauf, weiter nach Süden in Richtung Buin vorzurücken, das zu dieser Zeit das Hauptzentrum des japanischen Widerstands auf der Insel war. Daher blieb die Lage um Ratsua bis zum Ende der Feindseligkeiten Mitte August 1945 weitgehend statisch. General Savige entschied die 11. Brigade zur Verstärkung nach Süden abzuziehen und gab der 23. Brigade aus dem Zentralsektor den Befehl die nördlichen Frontlinien zu unterstützen. Diese löste die 11. Brigade am 20. Juni ab.
Am 21. Juli meldete das Bataillon, dass es in den letzten vier Wochen keinerlei Fortschritt gemacht hatte. Bei Patrouillen hatten sieben Männer in Hinterhalten ihr Leben verloren und 17 waren verwundet worden. Dazu kamen drei Tote und zwei Verwundete durch eigenes Mörserfeuer, zwölf Verwundete durch eigene Sprengfallen und fünf waren bei anderen Unfällen umgekommen.
Zwei Tage später attackierten die Australier nach einem vorbereitenden Luftangriff japanische Stellungen auf einem Hügelkamm. Zwei dabei eingesetzte Panzer blieben im sumpfigen Boden stecken, konnten aber gutes Unterstützungsfeuer liefern. Trotz des vorherigen, ungenauen Luftangriffs wurde der Kamm in 20 Minuten eingenommen.
Am Nachmittag des 24. Juli erhielten zwei Züge die Aufgabe, einen feindlichen Posten zu eliminieren, der den Vormarsch des 8. Bataillons verhinderte. Die Truppen erreichten ohne Schwierigkeiten den ersten Kamm, gerieten dann aber unter heftiges Maschinengewehr- und Gewehrfeuer und einen Granatenhagel. Die Australier rückten vor, aber das Abwehrfeuer war zu stark, so dass sie sich zurückziehen mussten. Die japanische Position konnte an diesem Tag nicht eingenommen werden, wurde aber kurz darauf von den Japanern aufgegeben.

### Südsektor
Am 28. Dezember 1944 wurde der 29. Brigade befohlen, entlang der Küste nach Süden vorzurücken. Die Japaner leisteten zwar Widerstand, aber die Australier gewannen stetig an Boden. Bis zum 17. Januar 1945 war es der 29. Brigade gelungen 20 Kilometer vorzurücken und die Küste bis zum Dorf Mawaraka zu sichern. Die Brigade wurde dann am 23. Januar von der 7. Brigade abgelöst, die den Vormarsch in Richtung des Flusses Puriata fortsetzte.
Während die Australier im Januar weiter entlang der Küste nach Süden vordrangen, schien die Möglichkeit eines Angriffs von See für die Japaner in weite Ferne zu rücken. Nach der Aufgabe von Mawaraka entschieden die japanischen Kommandeure, dass die Zeit gekommen war, stärkere Angriffe durchzuführen und größere Verluste an Menschenleben zu riskieren, um ein schnelleres Vorrücken der Australier zu verhindern.
Die Möglichkeit, eine Landungsoperation hinter den japanischen Linien durchzuführen, wurde vom II. Korps absolut in Betracht gezogen. Die Idee musste aber aufgegeben werden, da nicht genügend Fahrzeuge vorhanden waren, um Truppen zu transportieren und ihre spätere Wartung zu gewährleisten. Es wurde davon ausgegangen, dass eine solche Landung, um effektiv zu sein, mindestens in Brigadestärke hätte erfolgen müssen.
Am 25. Januar erreichte eine Vorausabteilung den Ort Sovele.
Im Südosten der Insel war eine kleine australische Abteilung am 29. November entlang des Flusses Tagessi aufgebrochen. Im Dezember gingen sie über die Kronprinzenkette nach Sipuro, wo sich die Eingeborenen, größtenteils mit erbeuteten japanischen Gewehren bewaffnet, gegen die Japaner wehrten. Nach einem gemeinsamen Kampf gegen etwa 50 Japaner konnten sie einheimische Führer befreien, die viel über die Stärke und Befestigungen der Japaner in diesem Gebiet wussten.

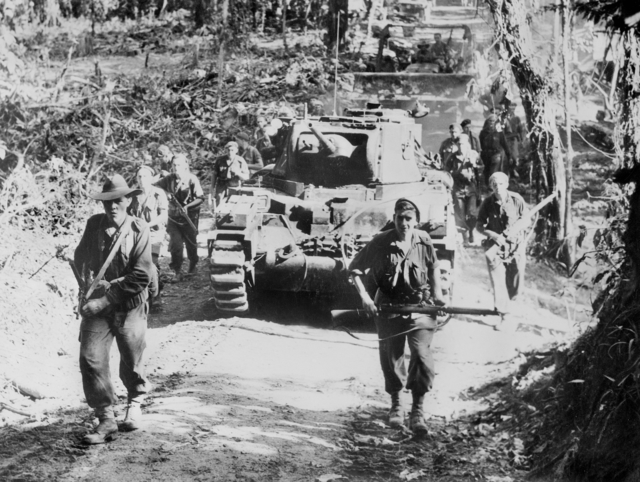
Matilda-Panzer und Bodentruppen auf Bougainville

Weiter im Süden flogen neuseeländische Kampfflugzeuge Einsätze gegen japanische Stellungen und die Australier setzten ihre mitgebrachten Matilda-Panzer an der Front ein, während sie weiter nach Mosigetta vorrückten. Die Japaner versuchten mit Flankenangriffen, Straßensperren, dem Durchtrennen von Signalleitungen und nächtlichen Attacken den Vormarsch aufzuhalten, doch am 17. Februar besetzten die Australier Mosigetta und bis zum 1. März hatten sie auf breiter Front den Fluss Puriata erreicht. In den nächsten Tagen überquerte Patrouille um Patrouille den Fluss Makapeka im östlichen Landesinneren, um die japanischen Stellungen dort zu sondieren.

#### Slater’s Knoll
Die führende Kompanie des 25. Bataillons hatte am 4. März den Puriata überquert und 200 Meter südlich, entlang der Straße nach Buin einen Stützpunkt errichtet. Am nächsten Tag konnten Japaner von einem Hügel in der Nähe des Flusses verjagt werden. Am 6. beschossen die Japaner das Gebiet und es gab einen Verwundeten, Private Carl Slater, der auf seinem Posten verblieb, bis er abgelöst wurde. Der Hügel wurde nach ihm als Slater's Knoll benannt.
Die Japaner hatten sich entlang der Straße nach Buin stark befestigt. Ihre Artillerie feuerte regelmäßig Granaten auf Slater's Knoll. Eine vorrückende Kompanie wurde an der Straße umzingelt und drei Tage lang beharrlich angegriffen. Das 25. Bataillon griff am 19. März in einer Zangenbewegung an und zwang die Japaner aus ihrem ausgedehnten Bunkersystem zu einer Straßenkreuzung zurück. Nachdem die Australier die neue Stellung der Japaner mit heftigem Artilleriefeuer belegt hatten, wurde sie am 22. März angegriffen. Acht neuseeländische Corsair bombardierten zusätzlich das Gebiet. Innerhalb einer Stunde gelang es, den japanischen Stützpunkt zu erobern und die Japaner in die Flucht zu schlagen.

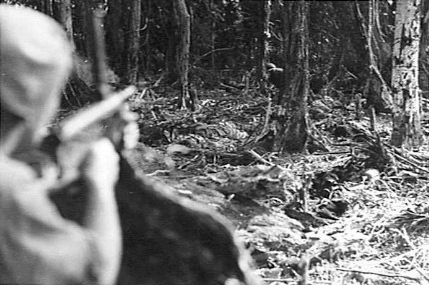
Slater's Knoll im April 1945. Der Schütze des 25. Bataillons hält eine Owen-Maschinenpistole.

Die australische Aufklärung deutete an, dass die Japaner im April einen großen Gegenangriff starten würden, wobei die Hauptlast auf das 25. Bataillon fallen würde. Der Angriff wurde von einer Reihe von Überfällen auf die australischen Nachschublinien und auf Truppen im Rücken eingeleitet. Ab dem 27. März wurden die Stellungen des 25. Bataillons stetig angegriffen, um deren Stärke zu sondieren.
Die japanische Offensive gipfelte am 5. April in einem Großangriff auf die 7. Brigade bei Slater's Knoll. Am darauf folgenden Tag führte eine Boomerang des 5. Geschwaders 34 Corsairs in einen Luftangriff zur Unterstützung der 7. Brigade an, der half, den feindlichen Angriff zu brechen. In zehntägigen Kämpfen um Slater's Knoll, in denen die Australier auch ihre Panzer über den Puriata an die Front gebracht hatten, wurden etwa 620 Japaner getötet und rund 1000 verwundet. Die 7. Brigade wurde nach zehn Wochen an der Front abgelöst, in denen das 25. Bataillon, das die Hauptlast der feindlichen Angriffe zu tragen hatte, zehn Offiziere und 179 weitere Ränge durch Tod oder Verwundung verloren hatte.

#### Hongorai
Das nächste Ziel war der Fluss Hongorai. Die 15. Brigade eröffnete ihren Vorstoß am 17. April. Das 24. Bataillon mit drei Kompanien, unterstützt von einem Sperrfeuer, rückte gegen feindliche Stellungen um Dawe's Creek vor, die nach schweren Kämpfen eingenommen wurden. Das Bataillon erreichte dann Sindou Creek, wo es japanische Gegenangriffe zurückschlug. Am 26. April bombardierten und beschossen einige neuseeländische Kampfflugzeuge das feindliche Gebiet bis auf 300 Meter vor den australischen Stellungen. Der Vormarsch entlang der Straße nach Buin ging unter wenig Widerstand weiter. Am 28. April war das 24. Bataillon etwa ein Drittel der Entfernung vom Puriata zum Hongorai-Fluss vorgerückt.
Nach dreiwöchigen Kämpfen um 6,5 Kilometer wurde am 7. Mai der Fluss erreicht. Die Australier verloren 120 Mann, die Japaner 169.

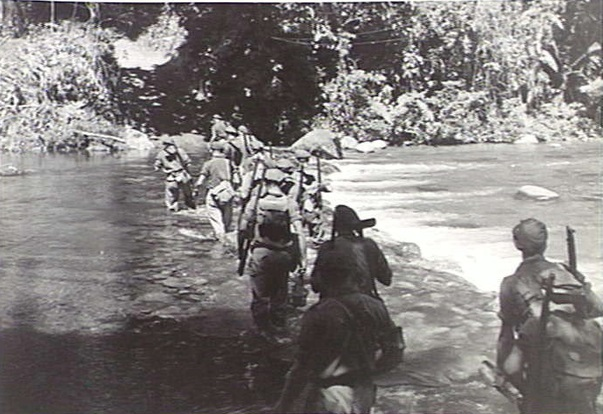
Australische Soldaten des 57./60. Bataillons überqueren den Hongorai

Am 17. Mai, drei Tage vor dem Hauptangriff über den Hongorai, begann das 57./60. Bataillon einen Ablenkungsvorstoß. Unterstützt durch Luftangriffe und Artilleriebeschuss überquerte das Bataillon den oberen Hongorai und rückte in breiter Front vor. In Vorbereitung auf den Hauptangriff, der am 20. Mai folgen sollte, griffen alle vier neuseeländischen Corsair-Staffeln acht Tage lang japanische Stellungen in diesem Gebiet an.
Am 20. Mai begann auf der Buin Straße der Hauptvorstoß. Die Bombardierungen waren erfolgreich gewesen und so gab es nur einige kleinere Gefechte. Das Gebiet westlich des Flusses Hari war weitgehend von den Japanern geräumt worden.
Nach der Konsolidierung der neu gewonnenen Stellungen wurde der Hauptvorstoß am 2. Juni mit Luft- und Artilleriebeschuss wieder aufgenommen. Am 5. Juni erreichten Patrouillen den Fluss Hari, aber als der Hauptteil der Truppen entlang der Buin Straße vorrückte, stießen sie auf schweres Feuer und die Panzer wurden durch sumpfigen Boden aufgehalten. Jedoch gelang es bis zur Mitte des Monats den Hari zu überqueren und bis zum 25. auch den Fluss Mivo zu erreichen. Am 3. Juli sollte der Mivo überquert werden, aber anhaltender starker Regen führte zu einer Reihe von Verschiebungen. Bevor die Offensive beginnen konnte, wurden die aktiven Patrouillen am 11. August eingestellt, als klar wurde, dass der Krieg bald enden würde.

### Japanische Kapitulation
In den letzten Tagen vor Kriegsende am 15. August 1945, eingeleitet durch die Radioansprache des japanischen Kaisers Hirohito (→ Japanische Kapitulation), begannen die Kämpfe an allen Fronten abzuflauen. Da der Sieg unmittelbar bevorstand, wurde den australischen Truppen befohlen, keine unnötigen Risiken mehr einzugehen.
Der lange Feldzug auf Bougainville war mit Ausnahme der formellen Übergabezeremonien vorbei. Am 15. August flogen vier Flugzeuge, deren Tragflächen mit japanischen Schriftzeichen Japan hat kapituliert bemalt waren, über die japanischen Gebiete und warfen 230.000 Flugblätter ab, die die Nachricht verbreiteten.

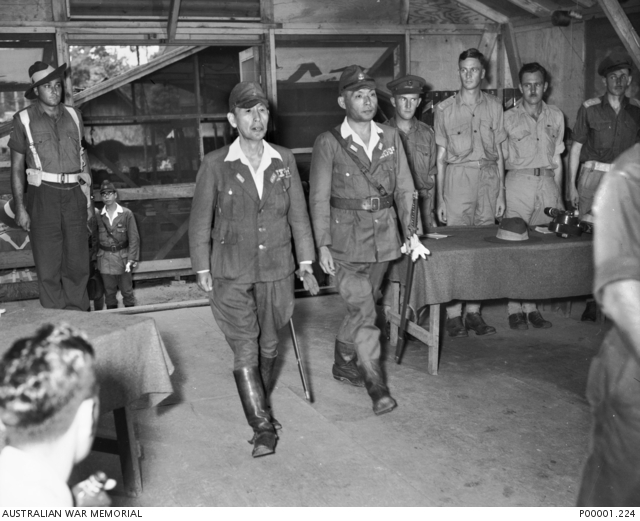
General Masatane Kanda und Vizeadmiral Tomoshige Samejima bei der Kapitulationszeremonie in Torokina

Drei Tage nach dem Sieg trat ein japanischer Gesandter bei den australischen Linien ein, um Verhandlungen über die Kapitulation aller Streitkräfte auf den Bougainville- und Buka-Inseln aufzunehmen. Die Kämpfe waren jedoch nicht völlig beendet, denn am 20. August wurden australische Minensucher noch am Moila Point beschossen.
Der japanische Kommandant Masatane Kanda wartete zudem bis zur Kapitulation aller Truppen bei Rabaul in Neubritannien am 8. September 1945, bevor er sein Kommando in Bougainville an die Australier übergab.
Auf Bougainville konnten Sturdees Truppen bei 516 Toten und 1572 Verwundeten den Großteil der Insel besetzen und etwa 8500 Japaner töten. Weitere etwa 9800 starben durch Krankheit und Mangelernährung.

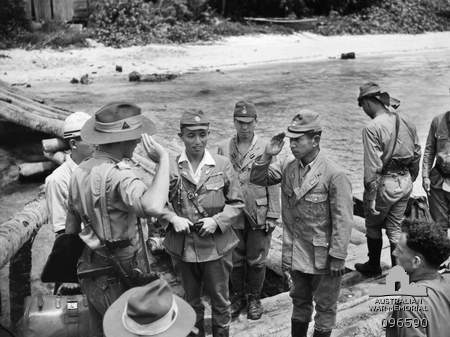
Hauptmann Eikichi Kato salutiert vor Major S. M. Maxwell und übergibt seine Einheiten auf der Bonis Halbinsel im Norden von Bougainville

Während der gesamten Bougainville-Kampagne von 1944 bis 1945 verloren mehr als 520 Australier ihr Leben und mehr als 1500 wurden verwundet. Von den 65.000 Japanern, die sich beim Angriff der Amerikaner Ende 1943 auf der Insel befanden, überlebten nur 24.000, die sich bei Kriegsende ergaben.

## Nachbetrachtung
Hinsichtlich der Isolation des großen, strategisch wichtigen japanischen Stützpunkts Rabaul war die Bougainville-Kampagne ein wichtiger Fortschritt für die Alliierten und eine herbe Niederlage für die Japaner.
Henry I. Shaw (Marine Corps Historiker von 1951–1990) und Douglas T. Kane (USMC Major) schreiben in ihrem Bericht von 1963:

„Die Bougainville-Operation war keine strategische Kampagne im Sinne des Einsatzes von Tausenden von Männern und einer Unzahl von Ausrüstung, die monatelange taktische und logistische Manöver erforderte. Im Vergleich zu den riesigen Streitkräften, die bei späteren Operationen eingesetzt wurden, handelte es sich um eine Reihe von Scharmützeln zwischen Kräften, die selten größer als ein Bataillon waren. Doch bei allem angemessenen Augenmaß haben die wichtigsten Gefechte das Recht, Schlachten genannt zu werden, aufgrund der Heftigkeit und Tapferkeit, mit denen sie bestritten wurden und der wichtigen Vorteile, die sich aus ihrem günstigen Ausgang ergeben haben.“

Bezüglich des Einsatzes der Australischen Armee schreibt Gavin Merrick Long (Journalist und Historiker):

„[…] im Lichte der späteren Kenntnisse über die Stärke des Feindes auf Bougainville – und sogar der Kenntnisse bis zum zweiten Viertel 1945 – war die Aufgabe, die das II. Korps übernahm, für seine Ressourcen zu groß. Als seine Offensive eröffnet wurde, waren die Japaner zahlenmäßig größer als der Teil des II. Korps, der sich auf Bougainville befand. In acht Monaten Kampf verloren die Japaner ungefähr drei Siebtel ihrer Zahl, aber im August waren sie immer noch so stark, dass die Isolierung von Buin zweifellos längere und kostspieligere Operationen erfordert hätte, als die bereits ertragenen.“